# صراع العروش
صراع العروش أو لعبة العروش (بالإنجليزية: Game of Thrones) هو مسلسل فنتازيا ملحمي أمريكي ألفه ديفيد بينيوف ودانيال وايز لصالحِ قناةِ إتش بي أو. قصة المسلسل مقتبسة من رواية لعبة العروش أحد أجزاء سلسلة روايات أغنية الجليد والنار لمؤلفها جورج ر. ر. مارتن. كتب أغلب الحلقات بينيوف ووايز معاً ويساهم مارتن الذي يعمل كمنتجٍ تنفيذيّ للمسلسل في كتابة حلقةً واحدةً في كل موسم، عدا الموسم الخامس والسادِس الذي أعلن فيه مارتن عن عدم قيامه بكتابةِ أي حلقةٍ للتفرغ لإكمال الكتاب السادس من السلسلة الذي يحمل عنوان رياح الشتاء. صُوِّرَ المسلسل في أستديوهات بلفاست وعدة مواقع أخرى في أيرلندا الشمالية ومالطا واسكتلندا وكرواتيا وآيسلندا والولايات المتحدة والمغرب. عُرِضَ لأولِ مرّة على HBO في الولايات المتحدة في 17 أبريل 2011. واستمر عرض المواسِم الثمانية كاملة، حيث بدأ عرض الموسم الثامن في 14 أبريل 2019.
تقعُ أحداث المسلسل في قارّتين خياليتين هما ويستروس وإيسوس في نهاية صيف طويل جداً أمتد لعقد من الزمن، حيث تتصارع سبعُ عائلات للسيطرة على العرش الحديدي للممالك السبعة. ومن جهة أخرى، يتنامى الخطر على الممالك من جهة الشمال المتجمد تجسده مخلوقات خيالية. يتناول المسلسل من خلال شخصياته الغامضة قضايا عديدة، المراتب الاجتماعية والدين والحرب الأهلية والجنس والجريمة وعقابها والولاء والعدالة.
جذب المسلسل أعداداً قياسية من نِسَب المُشاهدة لدى القناة، وكوّن مع مرور الوقت قاعدة جماهيرية واسعة ونشطة في كافة أنحاء العالم. حصل على إشادة إيجابية من النُقّاد في مختلف العالم رغم وجود بعض المآخذ مثل مشاهد التعري والعنف. رُشّح المسلسل للكثير من الجوائز وفاز بالعديد منها، بما في ذلك ترشيحاته لـِ جائزة الإيمي للمسلسلات المتميزة للمواسِم الأربعة الأولى، وجائزة الغولدن غلوب لأفضل مسلسل درامي كما حاز بيتر دنكليج على جائزة الإيمي والغولدن غلوب عن أفضل ممثل مُساعد عن أداءه دورَ تيريون لانستر.

## خلفيّة عامة

### مُلخّص القصّة
تقع أحداث السلسلة في قارّتين خياليتين هما ويستروس وإيسوس في نهاية صيف طويل جداً أمتدّ لعقد قبل بداية أحداثِ الجُزء الأوّل، وقد وُحّدت الممالك السَبع في قارّة ويستروس تحت راية آل تاغاريان. تبدأ أحداث الرواية الأوّلى صراع العروش بعدَ 15 عاماً من مقتل آخر حُكّام آل تاغاريان ونفي ذُرّيته إلى القارة إيسوس، وتنصيب روبرت براثيون حاكِماً للممالك  السَبع، وهناك ثلاث مسارات أساسيّة وسائدة في الروايات:
المسار الأوّل من القصّة يحكي الصراعَ على سُلطةِ العرش الحديدي القائمَ بعد وفاة الملك روبرت براثيون، يستلم جوفري ابن روبرت الحُكمَ بعده بدعم من عائلة والدته آل لانستر ويعيث في الأرض الفساد. اللورد إدارد ستارك مُساعد الملك الأوّل يقومُ بالبحث حول حقيقة وفاة روبرت براثيون فيكتشفُ أنّ جوفري وإخوته أولادُ زِنا من والدته سيرسي لانستر وشقيقها جايمي لانستر وينتشر الخبر في أرجاء ويستروس فيعُدم إدارد بتُهمةِ الخيانة. فتبدأ بعضُ المناطق بالانفصالِ عن المملكة حيثُ أعلن الأبن الأكبر لإدارد ستارك الذي يُدعى روب ستارك بانفصاله وأنه ملك الأراضي الشماليّة، بالإضافة إلى بالون جريجوي أسس مملكةً مُستقلّةً في منطقته في جُزر الحديد، وقد سُمّيت بحرب الملوك الخمسة في الرواية الثانية حروب الملوك.
يحكي المسار الثاني الأحداثَ الواقعة في الشّمالِ حيثُ المناطقُ هناك دائماً صقيعيّة، حيثُ أن الجدار الشماليّ حمى ويستروس لأكثرَ من ثمانية آلاف سنة حماها من «الآخرين». عند الجدارِ الشماليّ هُناك ما يُعرف بـ حُرّاس الليل ومهمّتهم هي حماية القارة ويستروس من أيّ هجومٍ من قِبَلِ «الهمج» الذين يعيشون بحريّة هُناك. تُسلَّطُ القصة في الجدار على جون سنو وهو ابن إدارد ستارك الغير شرعي والذي انضمّ إلى الحرس بعد ما كانَ يعيشُ في القلعة.
يتتبّع المسار الثالث قصّة دينريس تاغارين ابنةَ الملك المقتول وآخر سلالةٍ من آل تاغارين، حيثُ تُحاول استرداد العرشِ المسلوبِ منها وذلك بشرائها جيشاً من العبيد بالإضافة إلى ثلاثةِ تنانين أُعطِيَتهم كهديّة لزفافها وزواجها من قائدِ قبيلة الدوثروكي.

### البيئَة
صراع العروش مبنيٌّ على سلسلة روايات أغنية الجليد والنارويتبع نفس مسار الرواية تقريباً. تقع أحداث المسلسل عالمٍ خيالي يتكوّن من أربعِ قارات، القارة الرئيسيّة تُسمى بـ ويستروس التي تَضُم كياناً سياسياً معروفٌ باسم الممالك السبع، حيث تتصارع سبع عائلات نبيلة للسيطرة على العرش الحديدي، وهيَ يابسة عرضُها ضيّق وممتدة طولاً من الشمال إلى الجنوب، يتمّ تقسيمها غالباً إلى منطقتين جُغرافيتين متكافئتان من حيث الأهمية، الشمال والجنوب. الجزء الشمالي مكون من منطقة واحدة ألا وهيّ الشمال وهي موطِنٌ للرجال الأحرار أو الهَمج وأغلبها لم يتم استكشافُه، ويفصل بينَه وبين الجنوب جدارٌ ضخمٌ مبنيّ من الجليد والسحر القديم ليحمي سُكّان المملكة من هجوم الموتى السائرين والمخلوقات الأسطوريّة الأخرى. بينما الجنوب يتكون من ثمانِ مناطق مُختلفة وهي: جُزر الحديد، وبلاد الروافد، ومنطقة وادي آرين، والمنطقة الغربيّة، وآراضي العاصفة، ومنطقة الريتش، وآراضي التاج، ومنطقة دورن.
القارة الشرقية، مسماة أيضاً بإيسوس، توجد شرق ويستروس وراء البحر الضيق. تأوي العديد من الشعوب المختلفة وتحوي جغرافيا واسعة ومتنوعة. عكس قارة ويستروس، امتدادها عرضي أكبر مما هو طولي ومنفصلة عن الأراضي القطبية المكونة لبقاع الشتاء الدائم. وتتكون من مجموعةٍ من الدويلات الصغيرة وشعوباً بدويّة مُتنقّلة. وهي تشمل: خليج النخّاسين، وأطلال فاليريا، وعدّة مُدن رئيسيّة مثل برافوس وميرين وفولنتيس يُشار إليها عادةً باسم المُدن الحُرّة.
كلا القارتين يفصل بينهما البحر الضيق، مدى كبير من المياه يمثل ثلاثة أضعاف ويستيروس. في جنوب دورنا يوجد بحر الصيف المُشمس، حيث نجد جزر الصيف. وفي الغرب توجد بحور الشفق حيث لا مخلوق يعرف ما ورائها. وجنوب قارّة إيسوس هناك قارة سوثوريوس التي يفصلها عنها بحر الصيف غرباً وبحر اليشم شرقاً، والقارة الأخيرة هي يوليثوس. وكِلتا القارتين غير معروفَتين ومُكتَشفتين سواءً كان في عالم المسلسل أو الرواية.

### المواضيع والإلهامات
كثير من المُعدّات والأدوات والأزياء والعناصر الأخرى في المسلسل مُستمدّة من العصور التاريخية الأوروبية ويظهر هذا أيضاً في تصاميم المباني والقلاع وبطولات الفرسان. وكانت حرب الوردتين مصدر الإلهام الرئيسي الذي بنى عليه جورج مارتن سلسلة رواياته. الصراع بين عائلتي لانكاستر ويورك يُمثّل الصراع بين عائلتي لانستر وستارك في المسلسل. وشخصية سيرسي لانستر مستوحاة كذلك من الملكة إيزابيلا الملقبة بذئبة فرنسا التي وُصِفَت هي وعائلتها في سلسلة الروايات التاريخية الملوك الملعونون للكاتب موريس دريون. كما استمدّ جورج مارتن الكثير من أحداث المسلسل من أحداثٍ تاريخية حقيقية، فنجد مثلاً أن «الجدار الشمالي» في المسلسل هو تجسدي لسور هادريان. وأسلوب القتال في معركة المياه الضحلة مستوحى أيضاً من إحدى أساليب الإغريق في القتال، وغيرها الكثير من الأحداث التي كانت إلهامات لجورج مارتن. ويُعزى نجاح المسلسل إلى قدرة مارتن على دمج كل هذه العناصر والحقب التاريخية والأحداث المختلفة لتصبح واحدة ولتبدو لنا كقصةٍ تاريخيةٍ متكاملة.

## طاقم العمل والشخصيات
للمسلسل طاقم تمثيل كبير جداً يُقدّر بأنه الأعظم حجماً والأكثَر عدداً على التلفاز. وخلال إنتاج الموسم الثالث، تم تسجيل 257 اسم ممثل. وهذا مُلخص لطاقم العمل والشخصيات التي تُعدّ رئيسية في المسلسل:
في شمال قارة ويستروس تعيش عائلة ستارك الحاكمة للمنطقة الشمالية في مدينة وينترفيل. اللورد إدارد/نيد ستارك (شون بين) وهو رب عائلة ستارك التي يتدخل أفرادها في معظم حبكات المسلسل المتشابكة وهو الحاكم في تلك المنطقة. زوجته هي كاتلين تالي/ستارك (ميشيل فيرلي) ولديهم خمسة أبناء هم: روب ستارك (ريتشارد مادن) وهو الابن البكر لـِ آل ستارك الذي يخلف والده بالحكم بعد مقتله، جون سنو (كيت هارينغتون) وهو ابن نيد ستارك الغير الشرعي الذي يلتحق بالحرس الليلي، سانسا ستارك (صوفي تارنر) وهي البنت الكُبرى التي تتطلع للزواج من ابن الملك، آريا ستارك (مايسي ويليامز) وهي فتاة مسترجلة تكره عادات النساء وتقاليدهم، بران (ايزاك هيمبستيد رايت) يحب تَسلّق المباني والخوض في المغامرات، ريكون (آرت باكينسون) وهو الأصغر بين إخوته دائماً ما يُلازم براين.
في أقصى شمالِ الشمال هُناك ما يُسمّى بالحرس الليلي يحمونَ الحُدودَ الشماليّة، وجون سنو يكون أحد الحُرّاس، لديه صديقٌ يُدعى ساموائيل/سام تارلي (جون برادلي ويست). قائِد الحُرّاس يُدعى جور مورمنت (جيمس كوسمو). ويقع جون سنو بحبّ امرأةٍ تُدعى يغريت (روز ليزلي) وهيَ إحدَى الهَمج تحت قيادَة تورمند جاينتسبين (كريستوفر هيفجو)، كما يُحبّ سام امرأةً تُدعى غيلي (هانا موراي).
من الأشخاص المُرتبطين بآل ستارك أيضاً هو ثيون غرايجوي (ألفي آلن) وقد تبناه نيد وربّاه منذ صغره ولكنه قام بخيانة عائلة ستارك فأصبح أسيراً لدى روز بولتون (مايكل ماكيلهاتون) ولدى روز ابنٌ غير شرعي هو رامزي سنو (إوان ريون).
روبرت براثيون (مارك آدي) هو ملك البلاد وحاكم الممالك السبع في مدينة كينغز لاندينغ وهو متزوج من الملكة سيرسي لانستر (لينا هيدي) ولديها أخّان أحدهما يُدعى جيمي لانستر (نيكولاج كوستير والداو) المُلقب بـ«قاتل الملك» وهو في علاقة مع أخته، أما الآخر فهو تيريون لانيستر (بيتر دنكليج) وهو قزم توفيت أمه أثناء ولادته مما جعله مكروهاً لدى أخته وأبيه، أما أبوهم فهو تايوين لانيستر (تشارلز دانس). لسيرسي ثلاثة أبناء أكبرهم هو جوفري لانستر/براثيون (جاك غليسون) والآخر هوَ تومين (دين تشارلز تشابمن) ومارسيلا (نيل تيغر فري)، ويقوم ساندور كليغان (روي ماكان) بحراسَة جوفري.
للملك روبرت أخٌ يُدعى بـِ ستانيس براثيون (ستيفن ديلان) الذي يتحرك وفقاً لأوامر ميليساندري (كاريس فان هوتين) التي توجهه لـِ«إله النور» ويقوم بجمع جيشه ليكون هو الملك خلفاً لأخيه، كما أن لديه مُساعداً يُدعى سيوورث (ليام كانينغهم) وابنتهُ هيَ شيرين (كيري انغرام).
بالطبع فإن الملك يأخذ المشورة من مساعديه في بلاطه، فيتكون مجلس الملك من بيتر بايليش (آيدن جيلين) المُلقب بالخنصر وهو يملك بيتَ دعارة يستقبل فيه وفود الملك، والآخر هو اللورد فاريس  (كونليث هيل) وهو رجل مخصي يعمل بالخفاء وله جواسيس بكل مكان. بالإضافة إلى غرانت بايسل (جوليان غلوفر) وهو أحد المستشارين الذي خدم 3 ملوك قبل عهد روبرت براثيون ولديه خبرة في الأدوية والطب.
في الجهة الأخرى من العالم وعلى الجانب الآخر من البحر الضيق، دنيرس تارجارين (إميليا كلارك) الملقبة بـِ «أم التنانين» تحاول جمع جيش واستعادة العرش الحديدي، وهي ابنة الملك المقتول مسبقاً ومنفية في هذه الأرض، ومحروسة من قبل الفارس المنفي السير جوراه مورمونت (إيان غلين) الذي قَدِمَ إليها ليكون جاسوساً عليها أساساً، ولكنه تخلّى عن هذا. وهُناك مُساعِدتُها ميساندي (ناتالي ايمانويل) والمُحارِب دايرو نهاريس (مكيل هاوسمان).

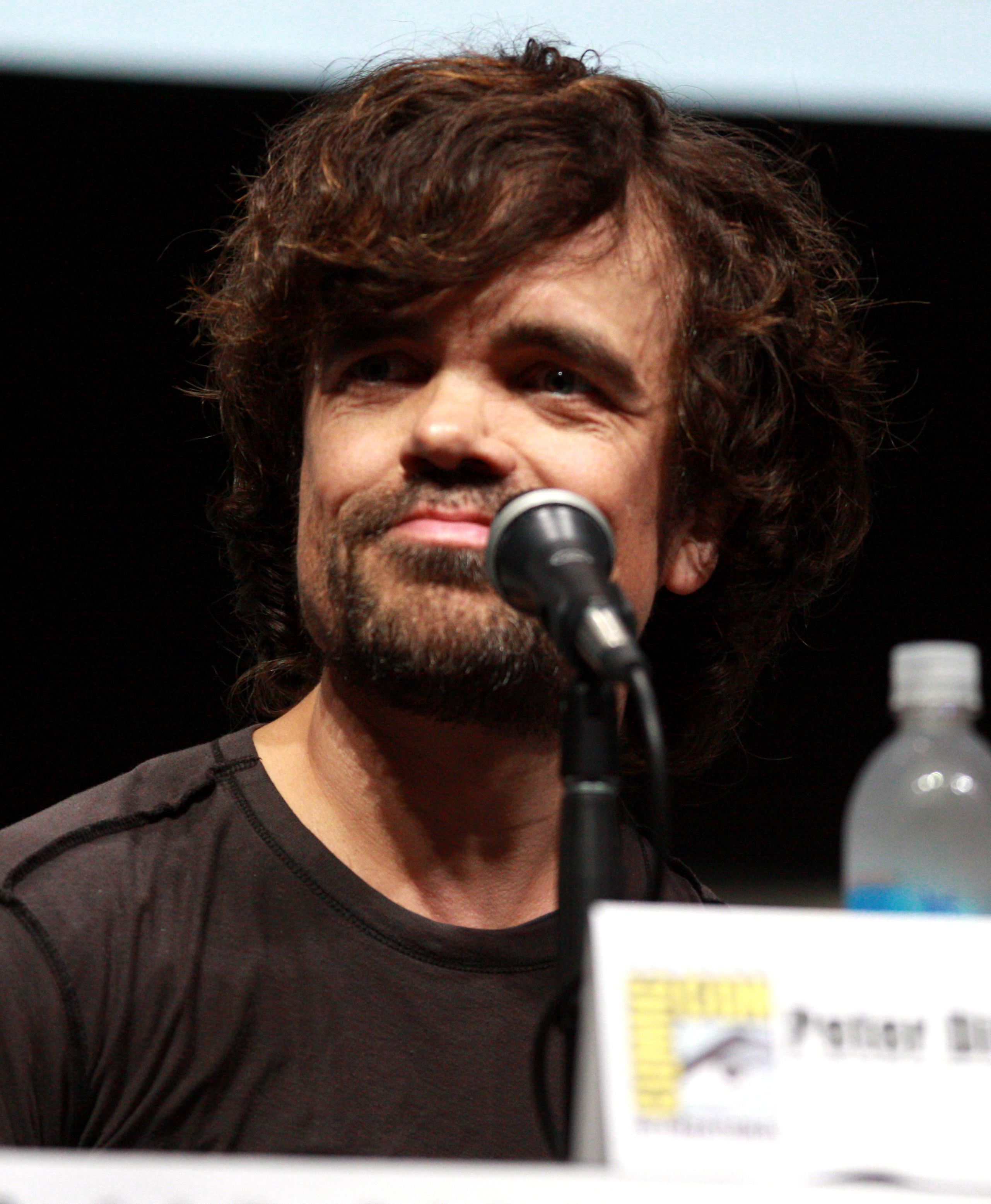
بيتر دنكليج (تيريون لانستر)
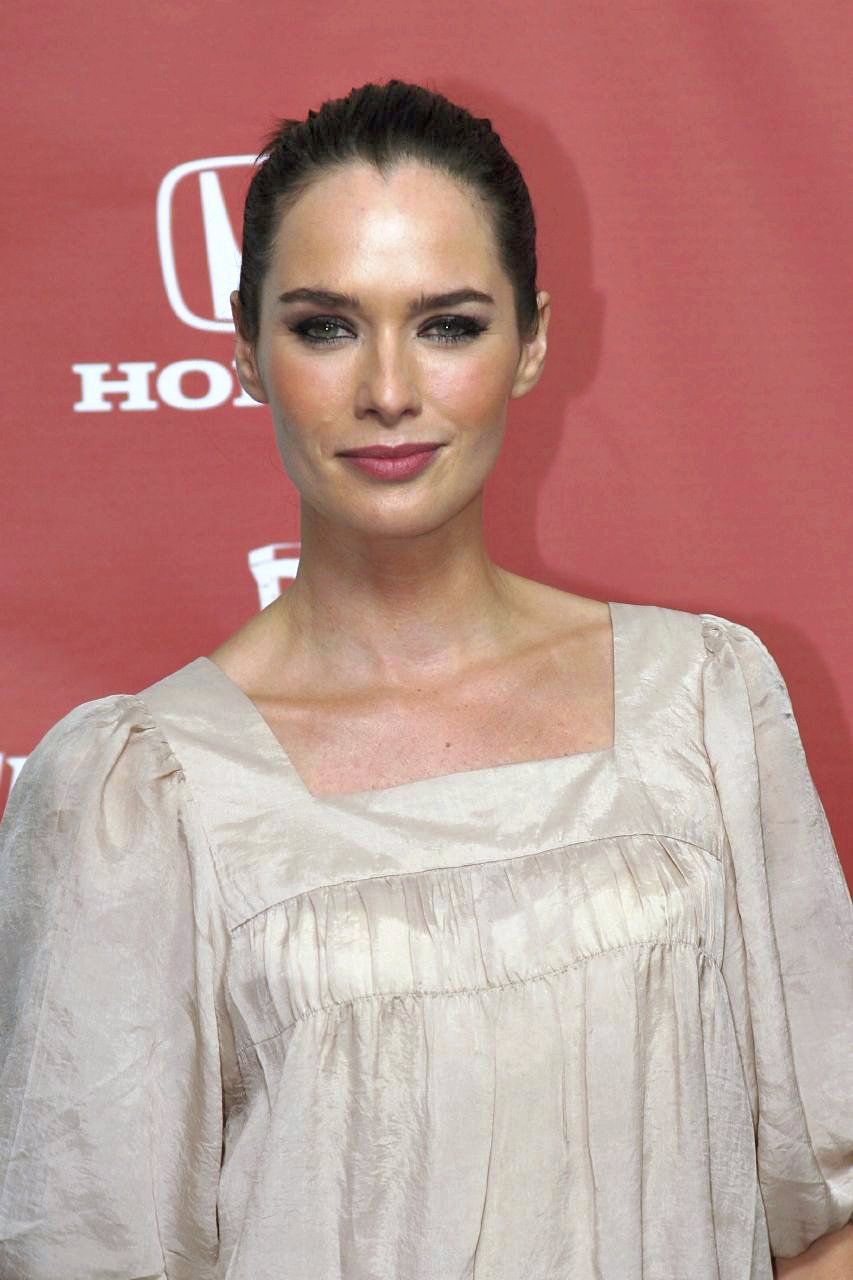
لينا هيدي (سيرسي لانستر)
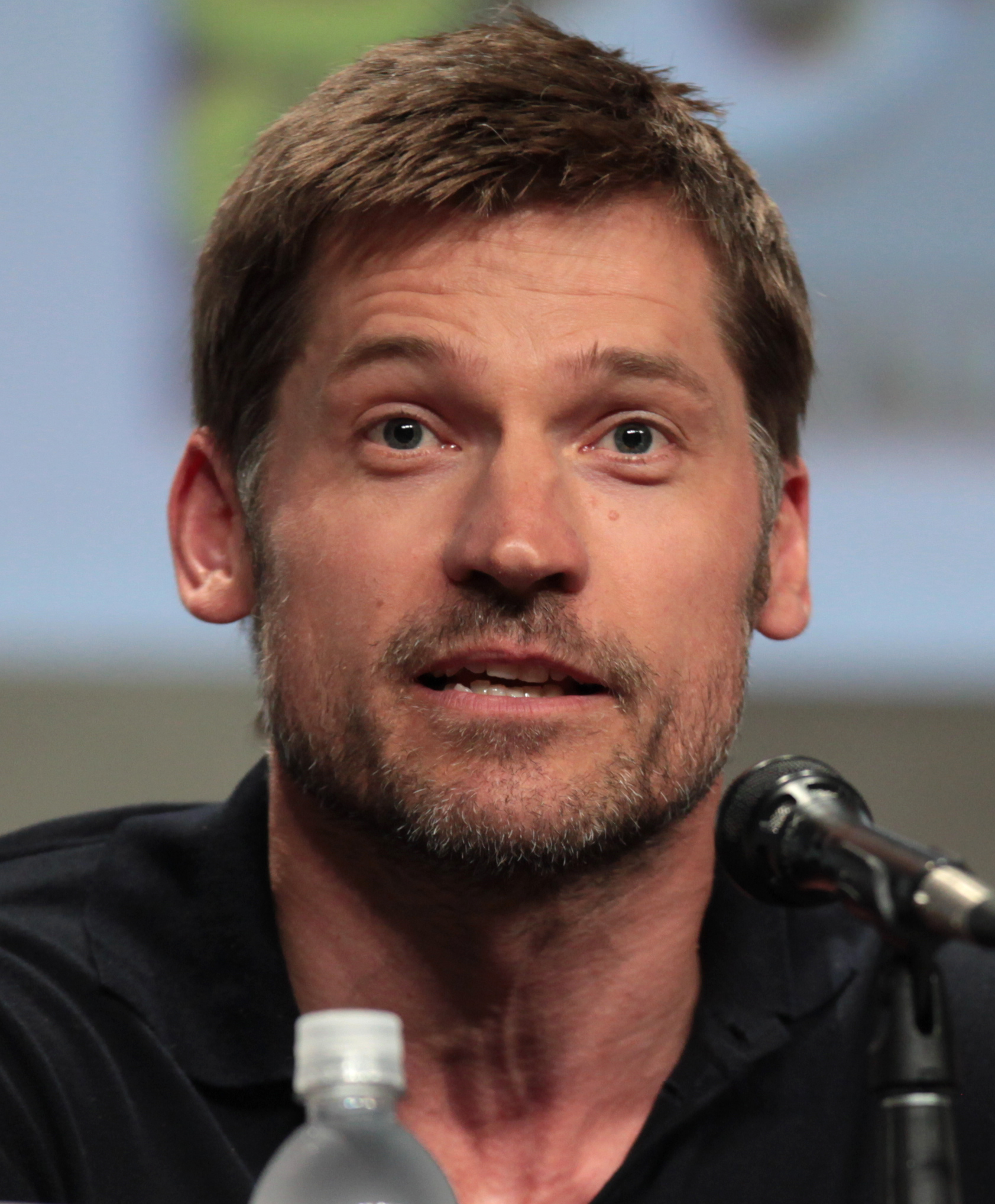
نيكولاج كوستير والدو (جيمي لانستر)
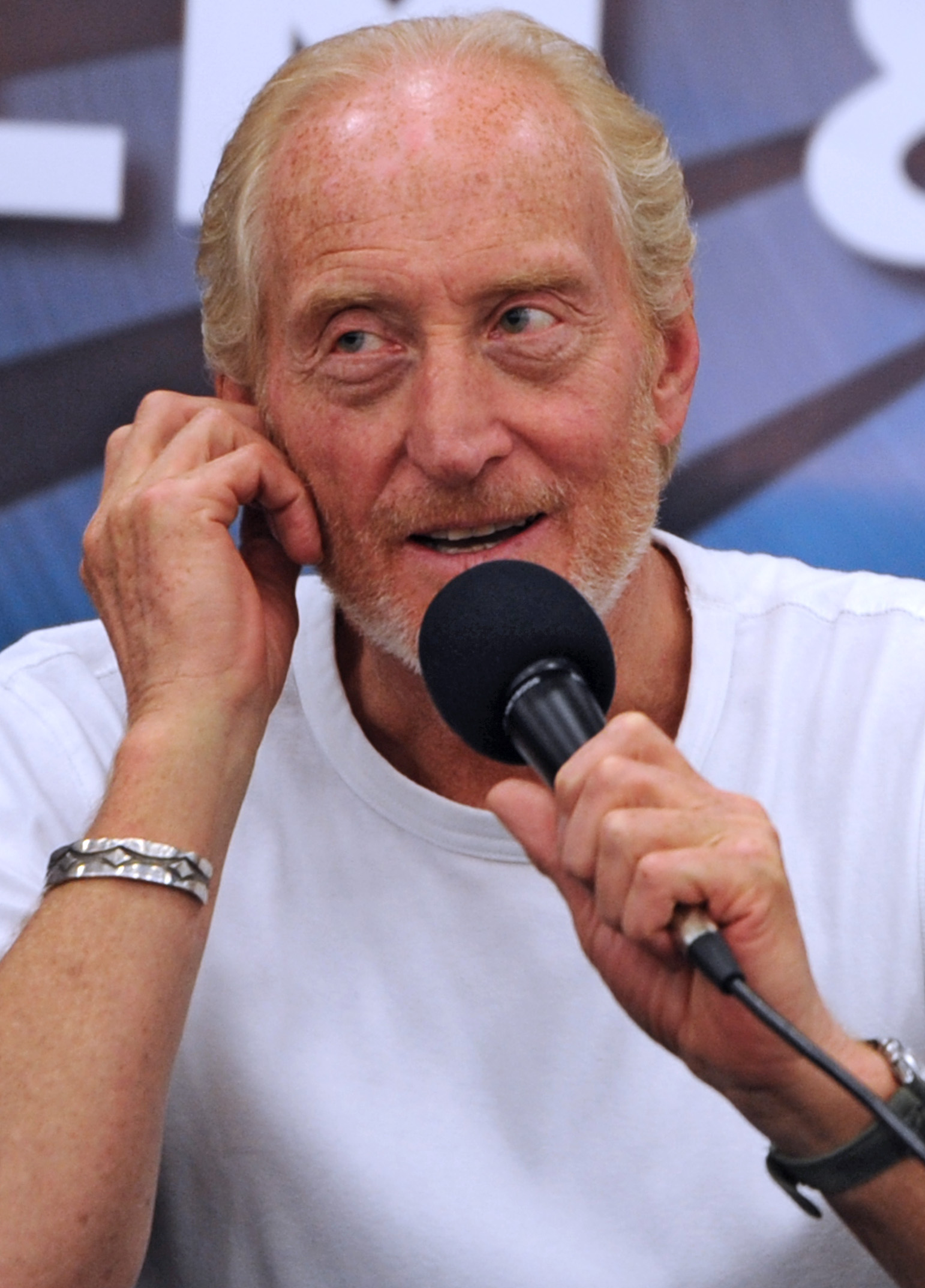
تشارلز دانس (تايوين لانستر)
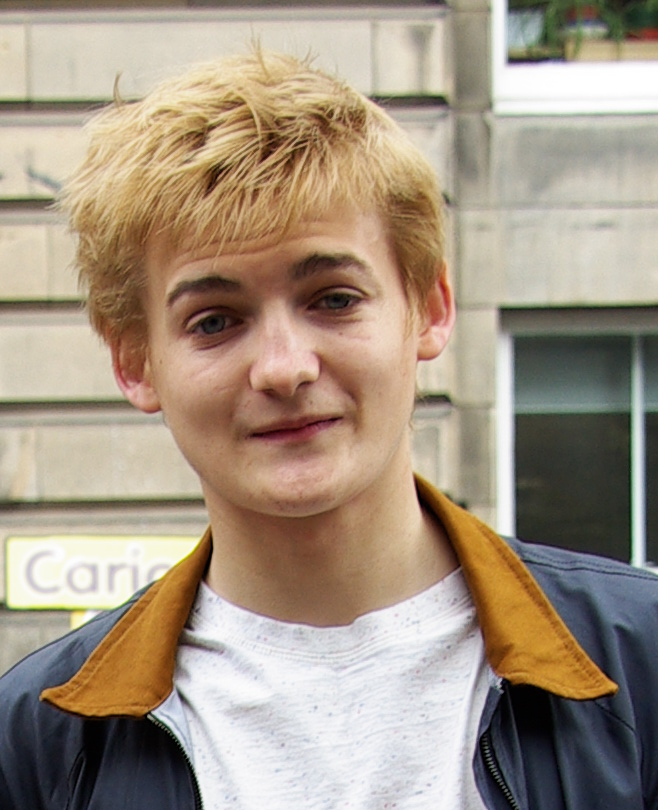
جاك غليسون (جوفري باراثيون)
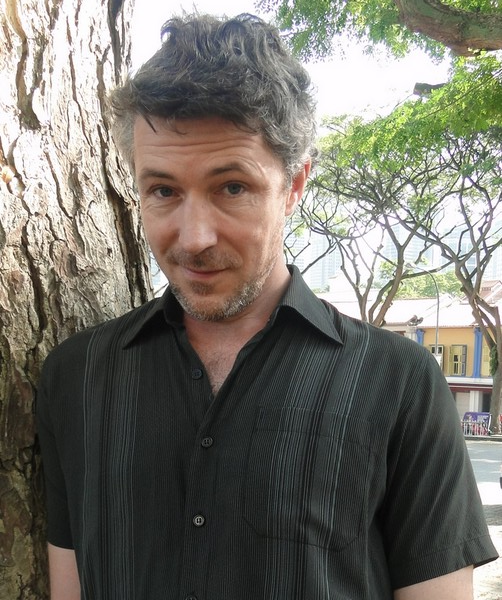
ايدان جيلن (اللورد باليش)
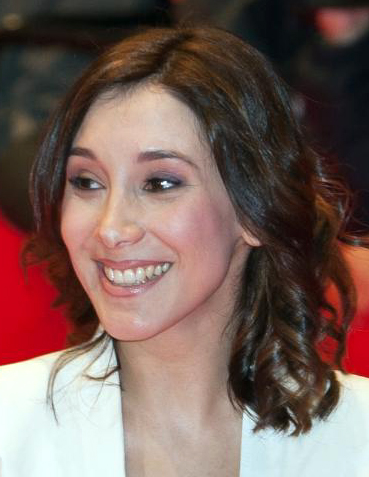
سبيل كيكيلي (شاي)
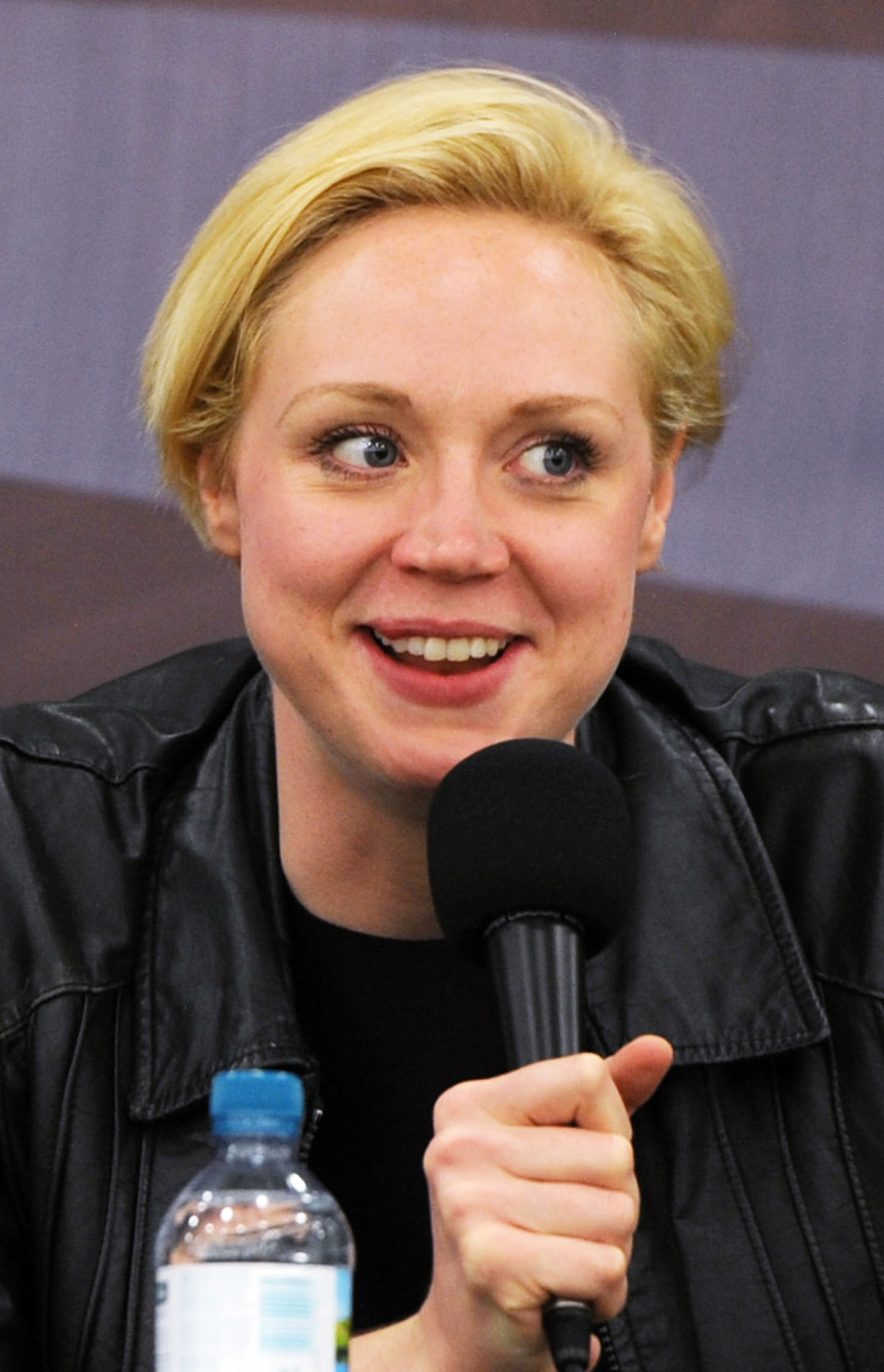
جويندلن كريستي (برين التارثية)

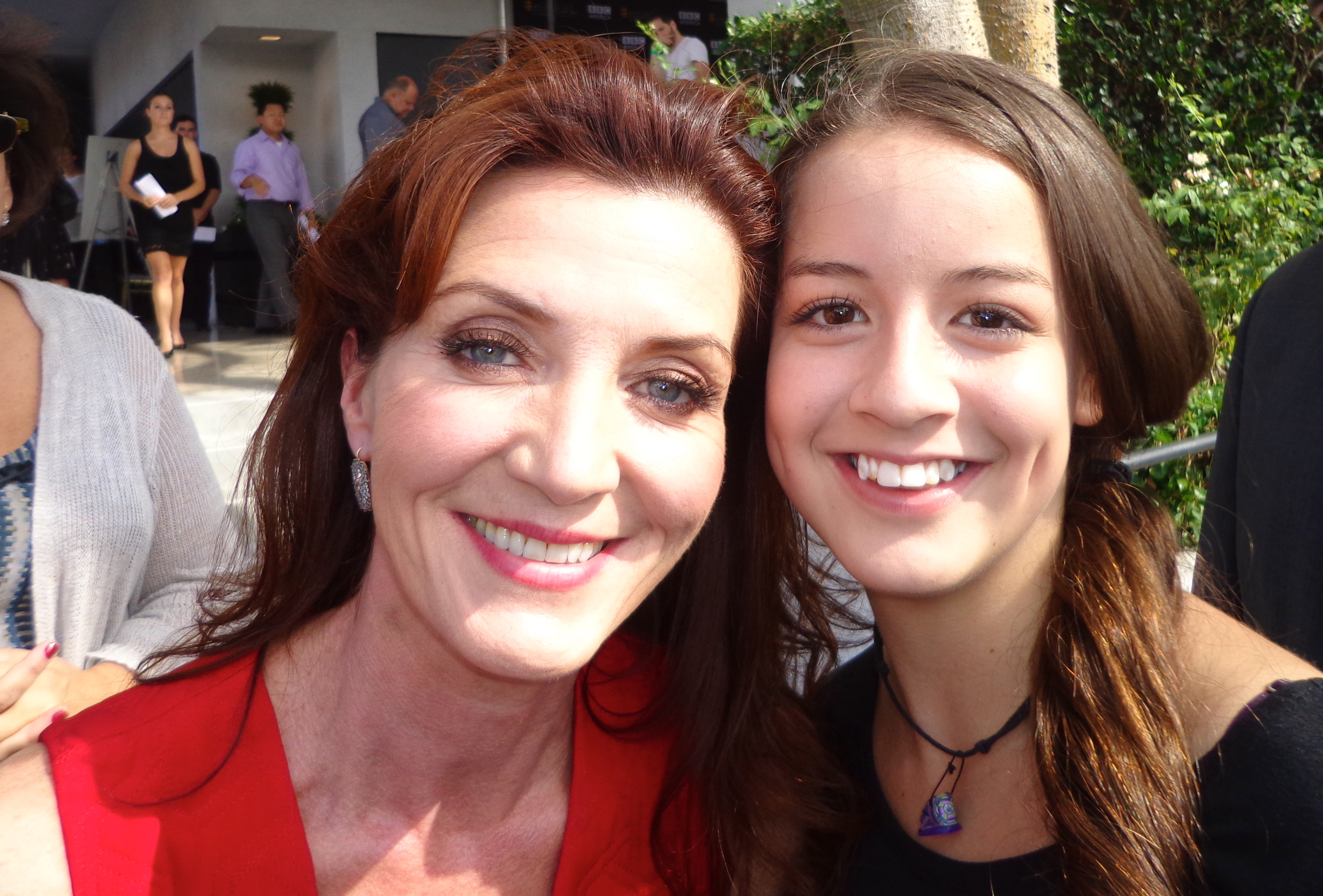
ميشيل فيرلي (كاتلين ستارك)
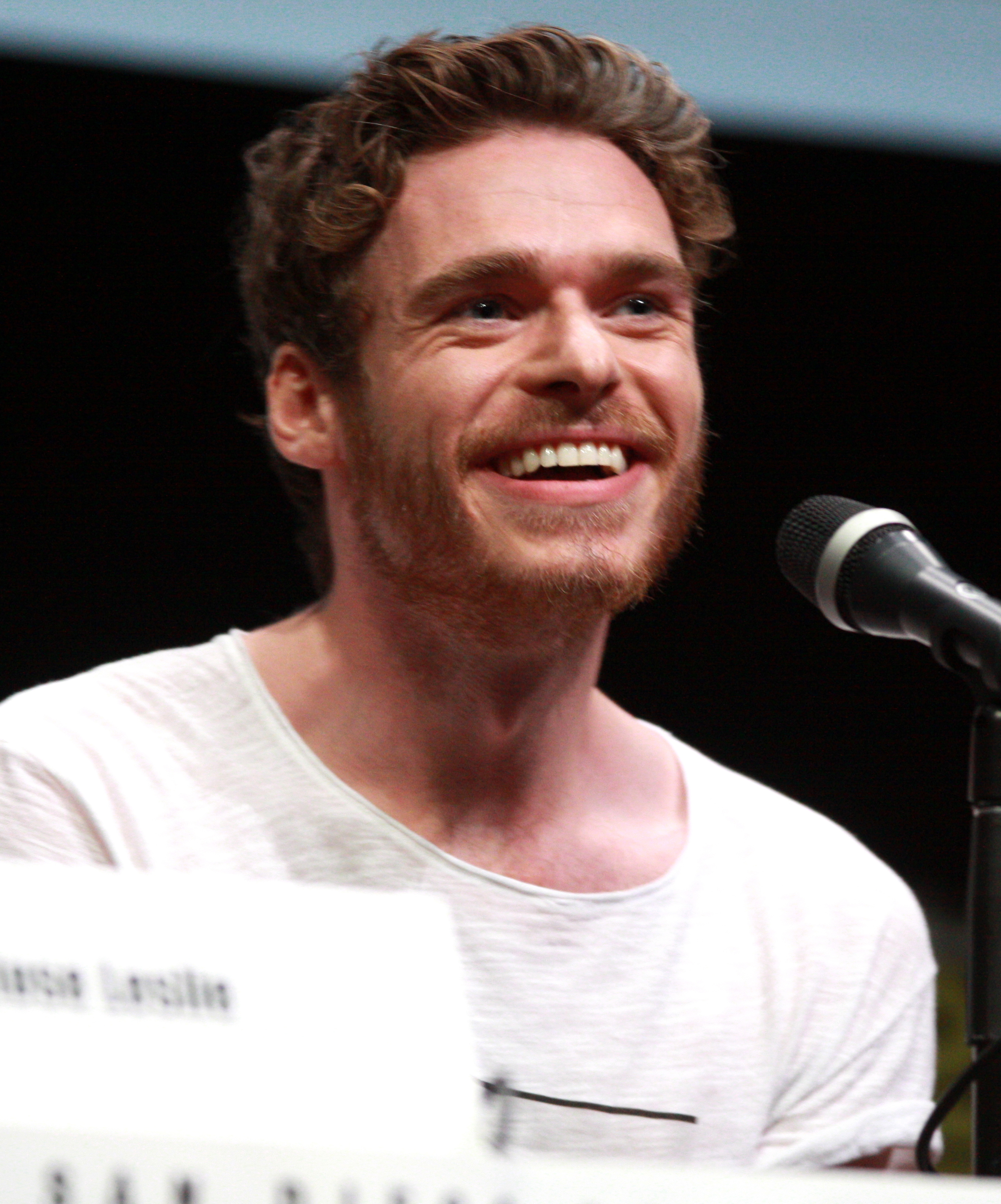
ريتشارد مادن (روب ستارك)
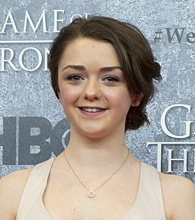
مايسي ويليامز (آريا ستارك)
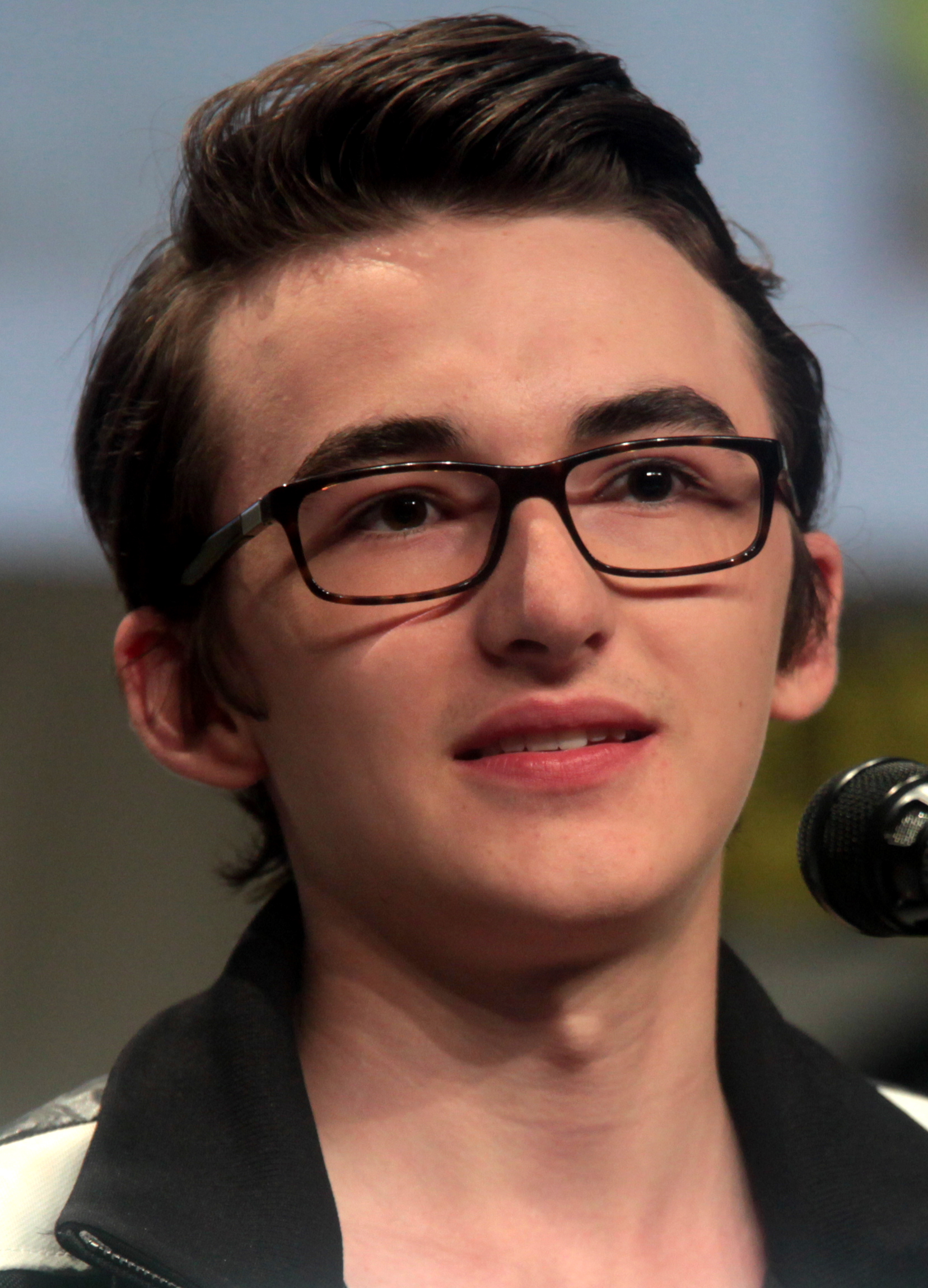
ايزاك رايت (بران ستارك)
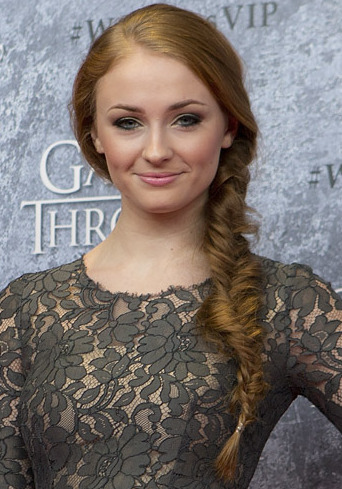
صوفي تارنر (سانسا ستارك)
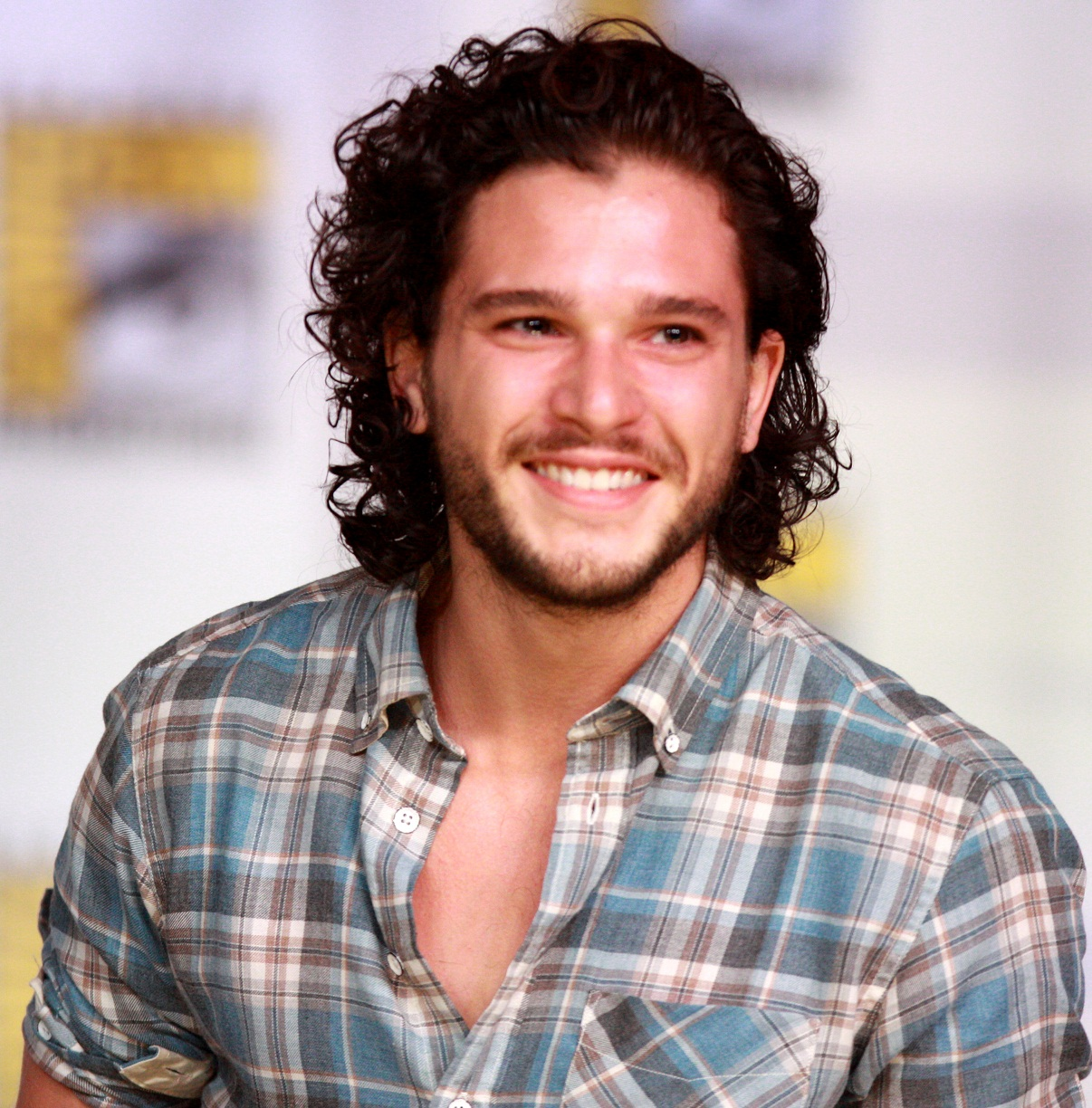
كيت هارينغتون (جون سنو)
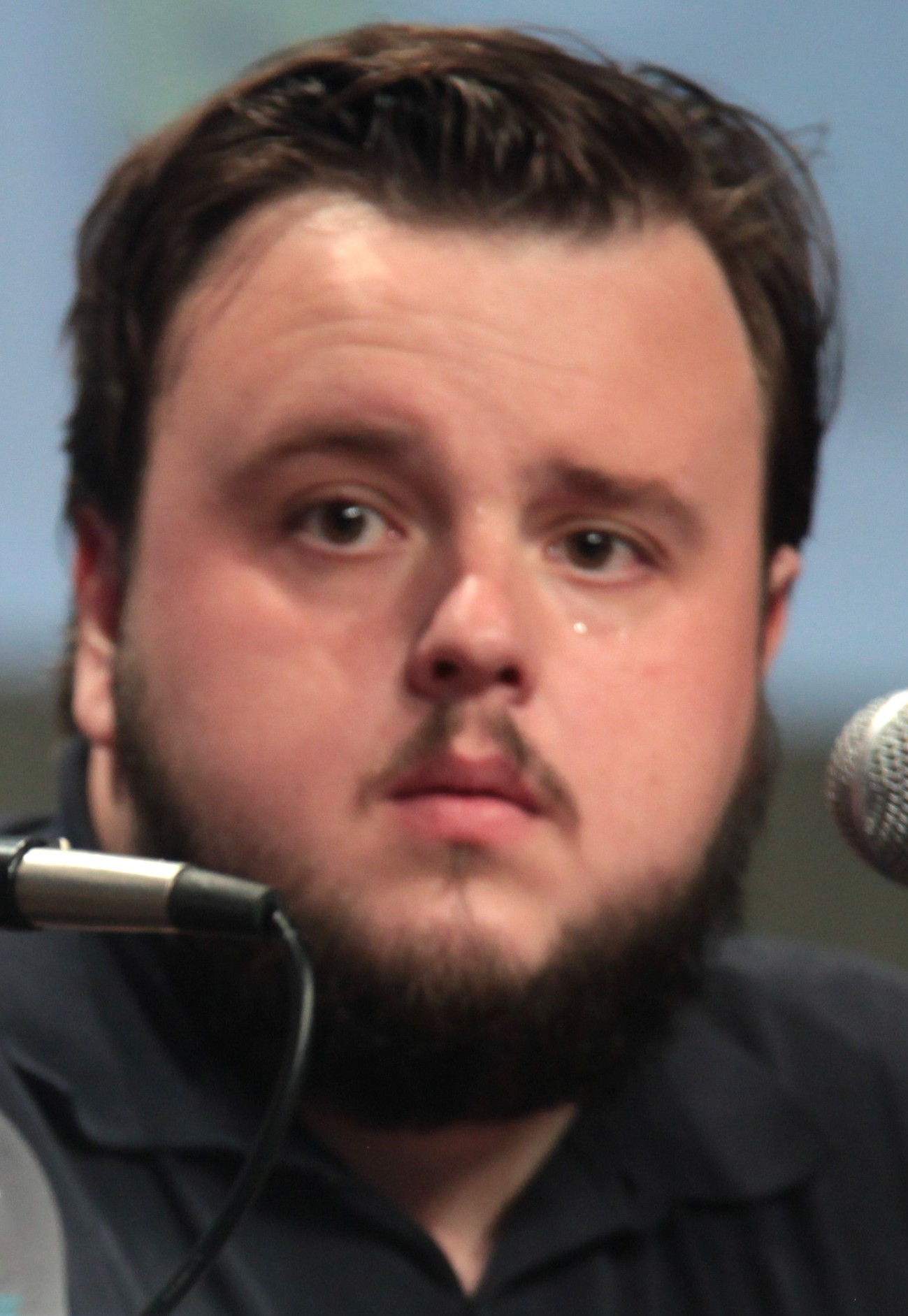
جون ويست (سام تارلي)
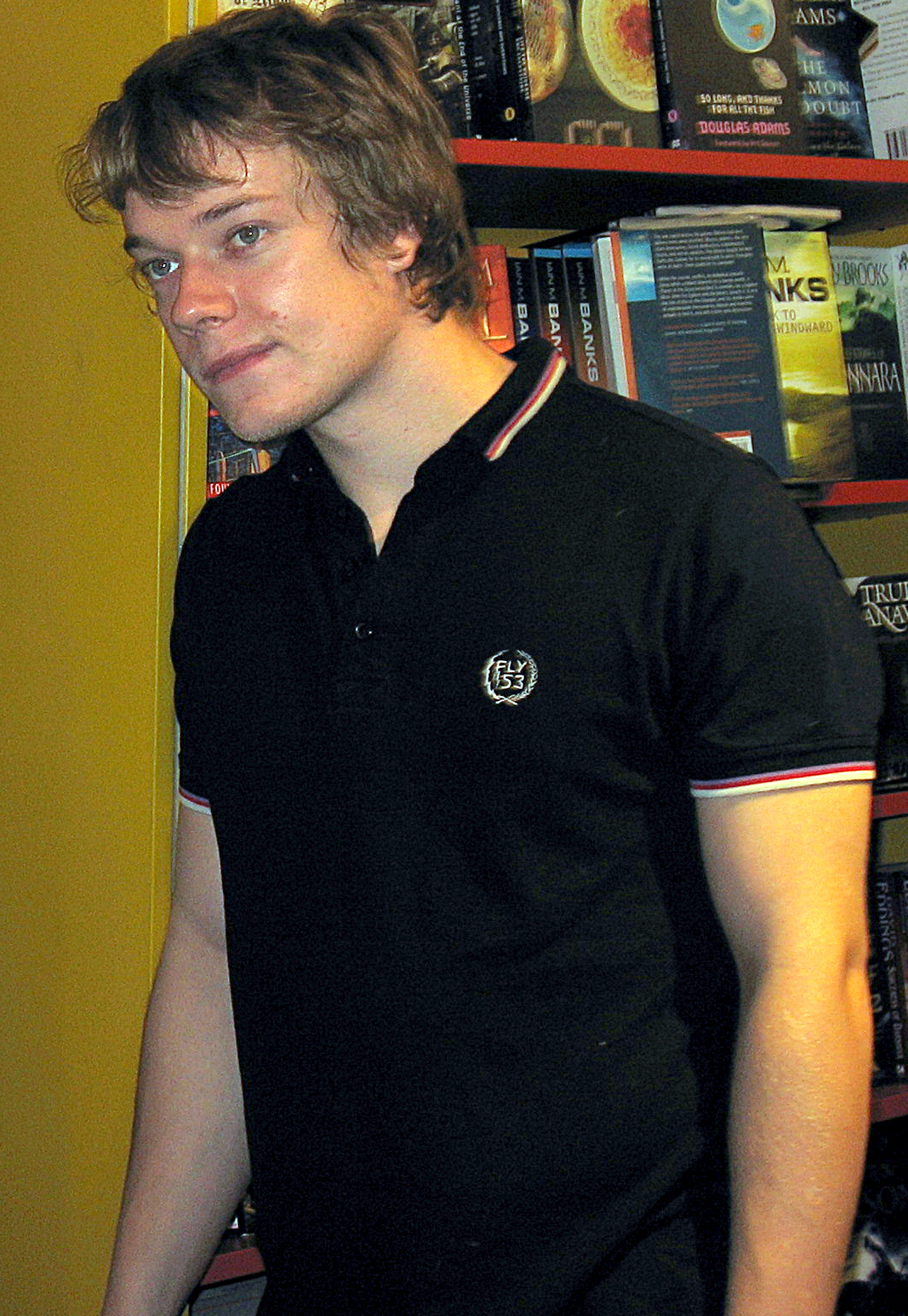
ألفي آلن (ثيون غريجوي)
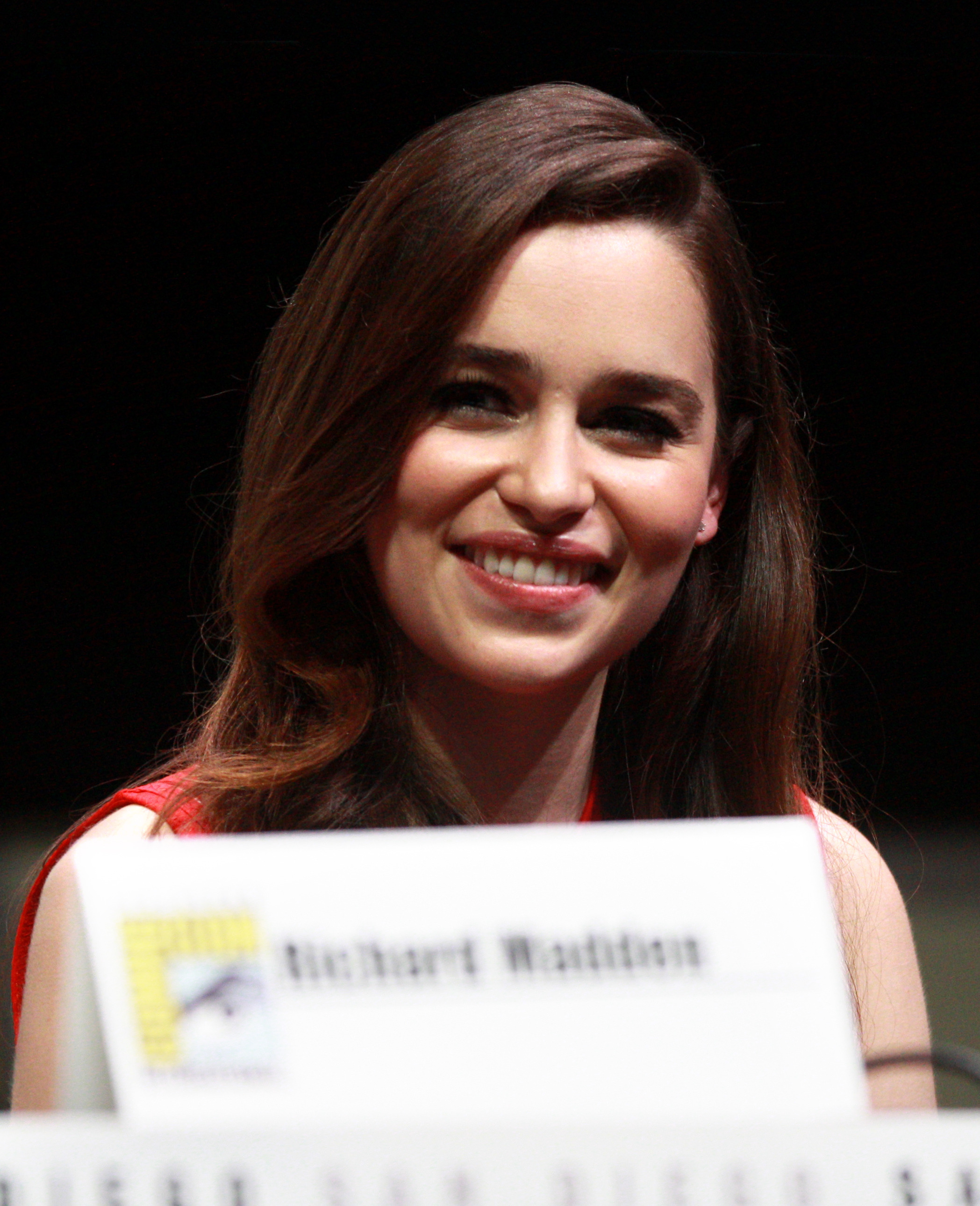
إميليا كلارك (دنيرس تارجارين)
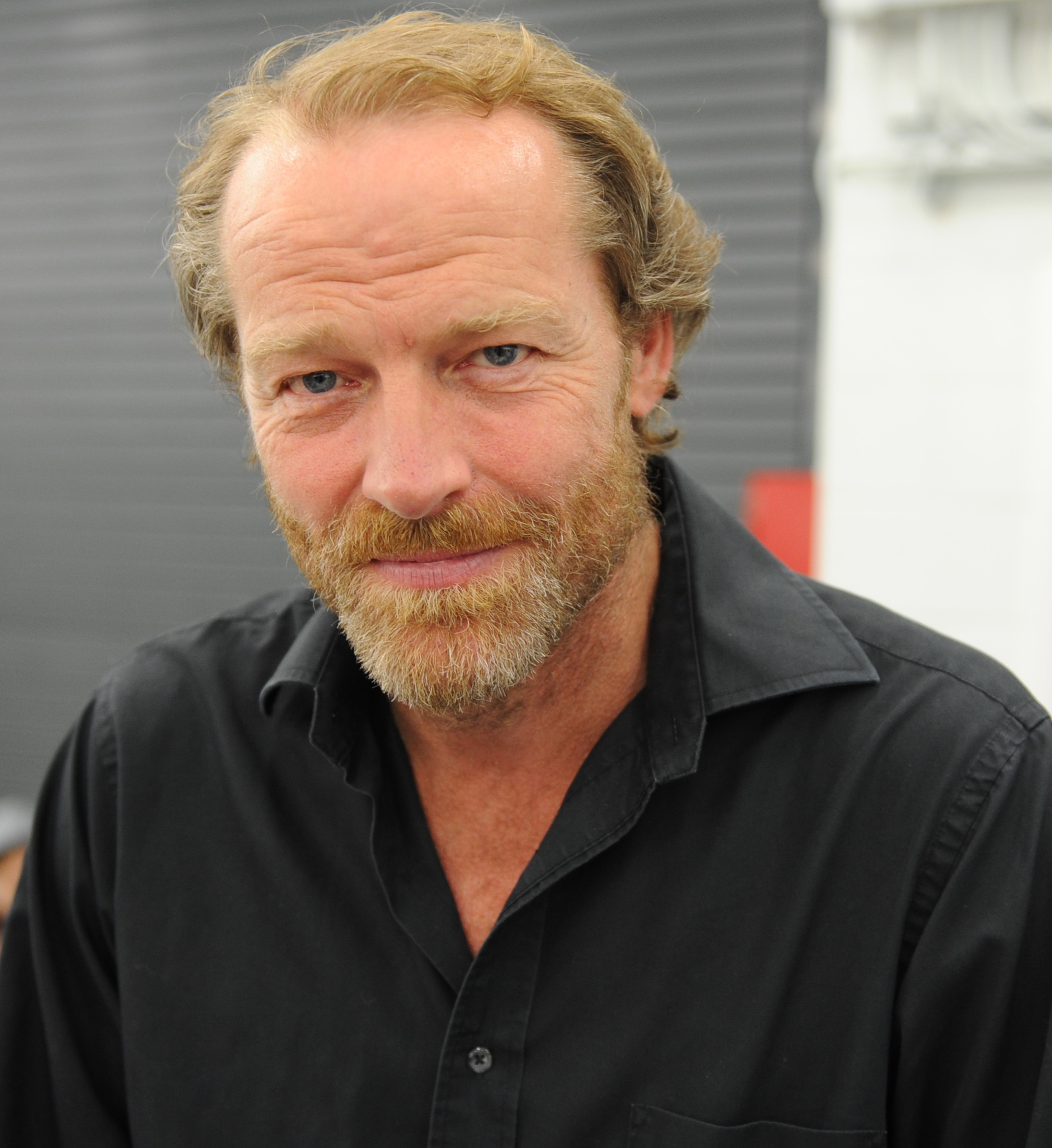
إيان غلين (جوراه مورمنت)
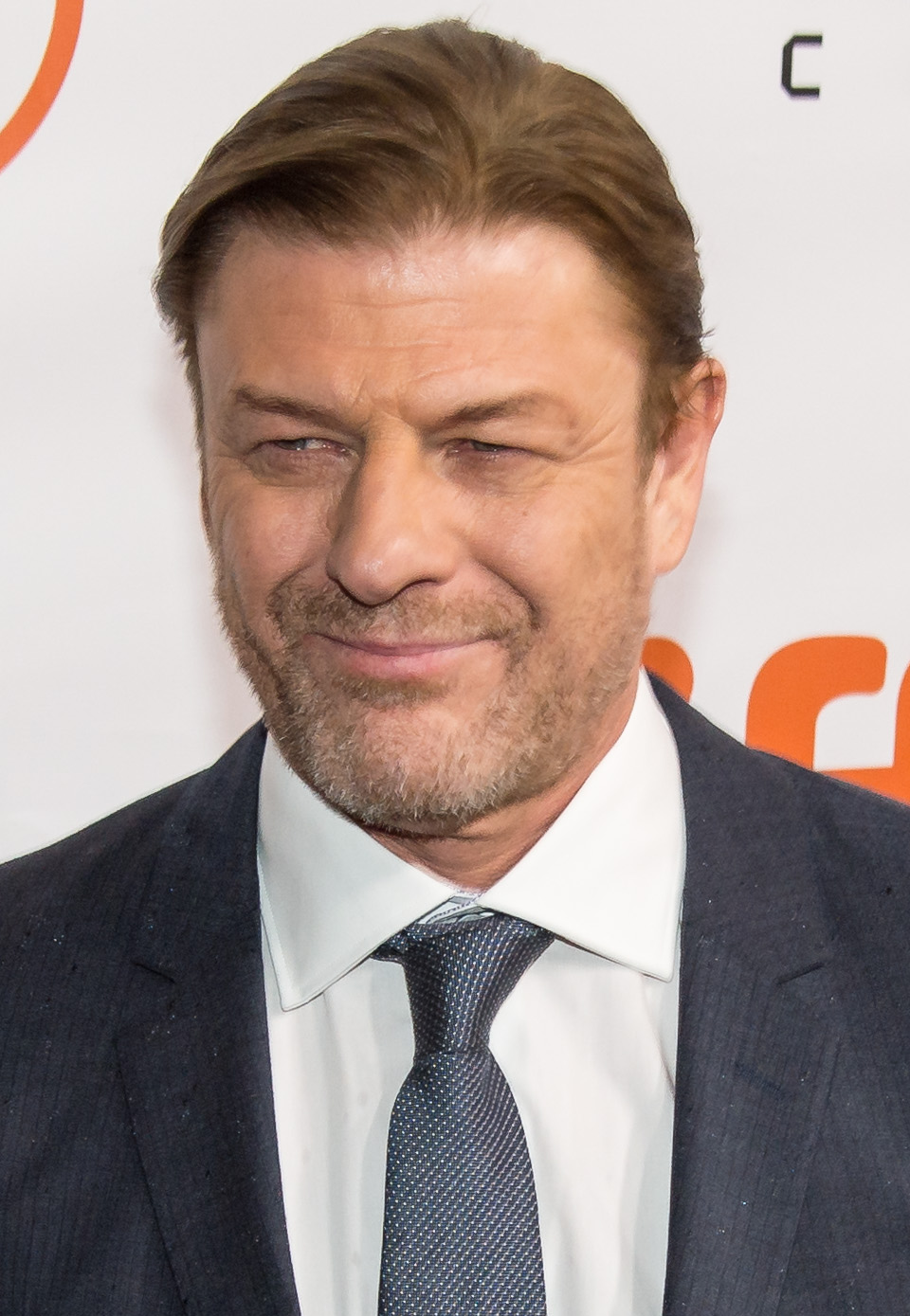
شون بين (نيد ستارك)

## الإنتاج

### الفكرة والتطوير

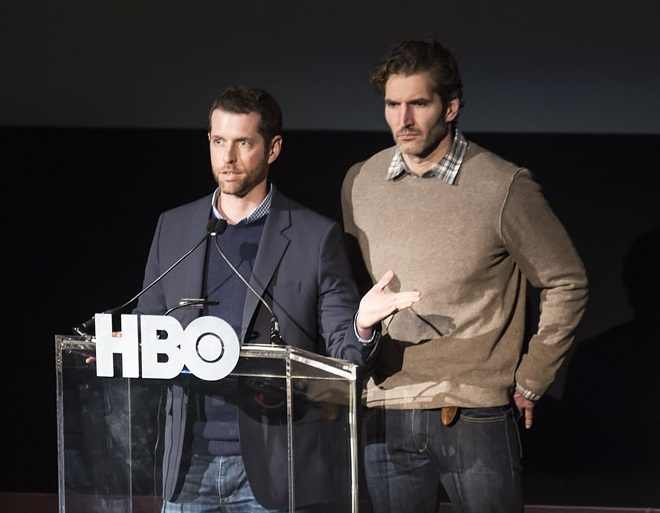
ديفيد بينيوف (على اليمين) ودانيال وايز (على اليسار) أغلب الحلقات المسلسل كُتبت من قِبَلهم وهما أول من فكّر بتحويل الرواية إلى مسلسل تلفزي.

وفقاً لما قاله كاتبي المسلسل ديفيد بينيوف ودانيال وايز، فقد واتتهما فكرة تكييف الرواية ونقلها لمسلسل تلفزيوني في 2006 وذلك بعدما قرأ بينيوف أول رواية واتصل بوايز لمشاركته الإثارة التي شعر بها، وأنهى وايز قراءة الجزء الأول المكوّن من 1000 صفحة تقريباً خلال 36 ساعة تقريباً. تمكنا لاحقاً من عرض المشروع على قناة HBO ونجحا بذلك، واقتنع مارتن كذلك بتحويل رواياته لمسلسل تلفزي في أثناء اجتماع استمر لخمس ساعات في مطعم على طريق سانتا مونيكا للموافقة على هذه الفكرة. وقد ذكر بينيوف أنهما تمكنا من أخذ موافقته بعد إجابتهما على سؤاله: «من هي والدة جون سنو؟».
بدأ تطوير المسلسل في يناير 2007. حيث وظفت HBO بعد أن حصلت على الحقوق التلفزيونية للروايات كل من بينيوف ووايز كمؤلفين ومنتجين منفذين للسلسلة التي من المفترض أن تُغطي رواية من السلسلة في كل موسم. في البداية كان الاثنان سيكتبان كل الحلقات ماعدا واحدة يكتبها مارتن الذي انضم إليهم كمنتج تنفيذي. لاحقاً، انضم لطاقم العمل كل من جاين إيبنسون وبراين كوغمان ليكتبا حلقة واحدة من الموسم الأول كذلك.
قُدّمت أول مسودتين لسيناريو الحلقة التجريبية في أغسطس 2007 وينويو 2008 وكتبها كل من بينيوف ووايز. وقد نالت الحلقتين استحسان القناة. ولم تُعرض الحلقة التجريبية حتى نوفمبر 2008. وبسبب إضراب نقابة الكُتاب الأمريكية في 2007 تأخر إنتاج المسلسل حتى 2011.

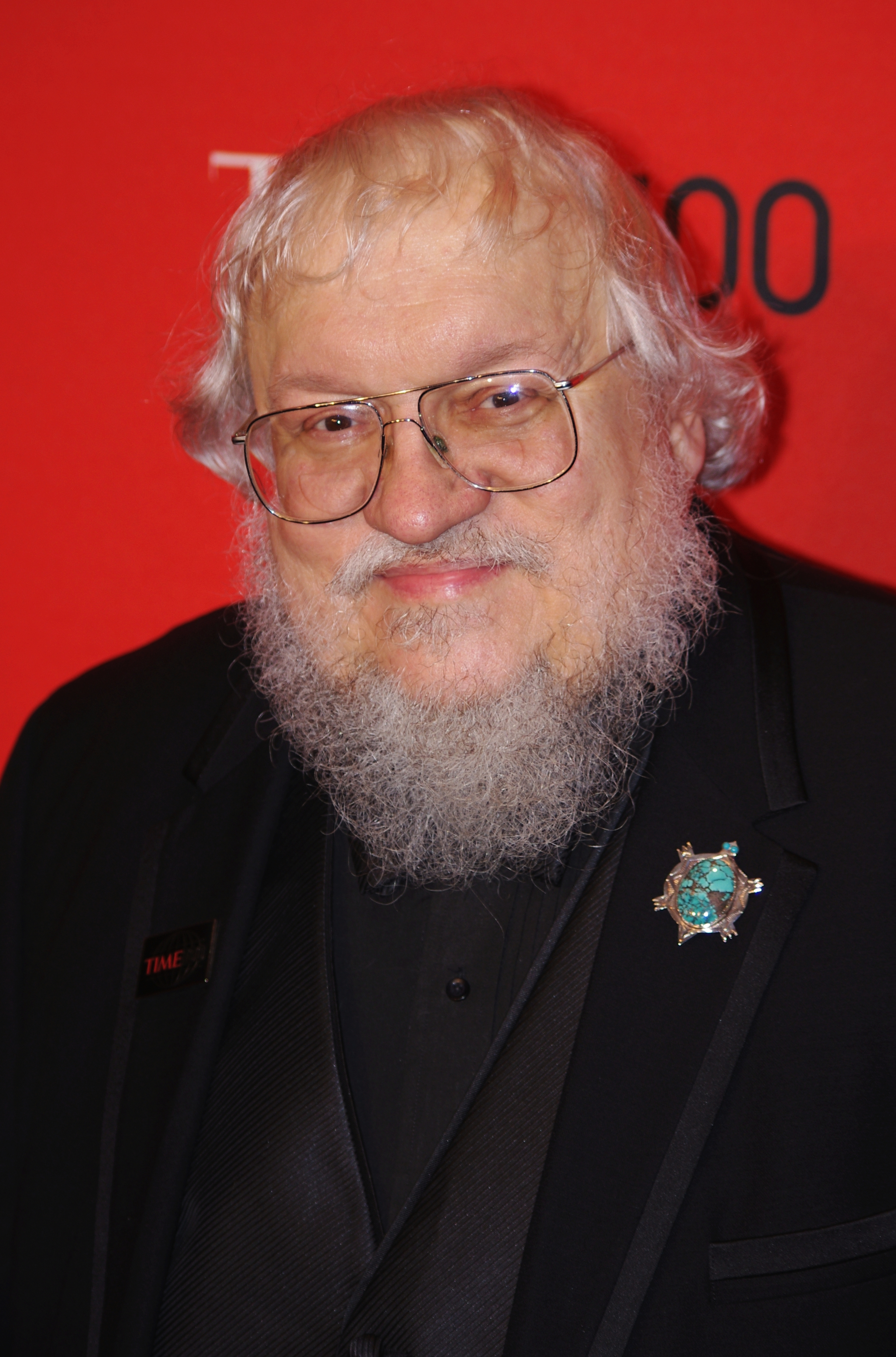
جورج آر. آر مارتن مؤلف سلسلة روايات أغنية الجليد والنار كما أنه يكتب حلقة واحدة من كل موسم ويعمل كمنتج تنفيذي في المسلسل.

كلّفت الحلقة التجريبية القناة ما بين 5 إلى 10 ملايين دولار أمريكي. والميزانية الإجمالية للموسم الأول قُدرت بين 50 و60 مليون دولار. في الموسم الثاني، زادت ميزانية المسلسل بنسبة 15% من أجل تحمل كلفة المعارك بين الممالك والحروب الأهلية الدائرة في هذا الموسم. وبينَ عامَي 2012-2015 زادَت متوسّط ميزانيّة الحلقة الواحدة من 6 ملايين دولار حتّى 8 ملايين دولار على الأقل. وفي الموسِم السادِس كانَت تكلِفَة الحلقة الواحِدة 10 ملايين دولار، أي ما يُساوي 100 مليون دولار للموسِم بالكامِل.

### الكتابة والتأليف
على مَدى ستّة مواسِم، قامَ سبعةُ كُتّابٍ بتأليف الحلقات، أبرزهم هُما ديفيد بينيوف ودانيال وايز الذين ألّفا أغلَب الحلقات. كما اعتادَ جورج ر. ر. مارتن مؤلّف سلسلة أغنية الجليد والنار على كِتابَة حَلقةٍ في كل موسِم عدا الموسم الخامس والسادِس الذي أعلن فيه مارتن عن عدم قيامه بكتابةِ أي حلقةٍ للتفرغ لإكمال الكتاب السادس من السلسلة الذي يحمل عنوان رياح الشتاء. كما شارَكت جين إسبينسون كتابَة حلقةٍ واحدة من الموسم الأول.
يُذكر أنّه تمت ترقية براين كوغمان ليكونَ مُنتجاً مُنذ الموسم الخامس وذلك بعدَ أن كان مُنسقاً للسيناريو، وقد كتب كوغمان حلقةً واحِدة على الأقل في المواسِم الستّة، وهوَ الكاتِب الوحيد الذي يكون مع بينيوف ووايز في غُرفة الكتابة حيثُ تتم كتابة الحلقات. وهُناكَ أيضاً فانيسا تايلور التي كَتبت ثلاثَ حلقات، حَلقتين في الموسم الثاني وحلقة في الموسم الثالث؛ وقد كَتب ديف هيل حلقةً في الموسم الخامِس وذلك بعدَ أن كانَ مُساعِداً لـِ بينيوف ووايز. أمّا الموسِم السادِس فلم يُضَف شخصٌ جديد للكتابَة، فبالإضافة إلى بينيوف ووايز قام كوغمان وهيل بكتابة حلقاتٍ أيضاً. أما جورج مارتن فقد اقتصر دورُه على قراءة السيناريو وإبداء رأيه وتقديم المُلاحظات.
يُعطي الكاتِبان بينيوف ووايز أحياناً شخصيّات مُعيّنة للعمل عليها لِكل كاتِب؛ فمثلاً عُيّن كوغمان ليكتُب مسارَ قِصّة آريا ستارك خلال الموسم الرابع، ثُم حينَ الانتهاء تُجمّع السيناريوهات معاً ويتم ترتيبها حلقةً تلو أخرى على مدى ثلاثِ أسابيع. ثُم يقرأون السينارو بالكامِل وإذا ما كان هُناك أي تعديل أو خطأ يقومون بإصلاحِه، وفي النهاية ينتهون من كتابة الحلقات العشر ويقومون بتصويرها في وقتٍ واحِد.

### تكييف الروايات لمسلسل تلفزيوني
قام بينيوف وايز بنقلِ جميع روايات أغنية الجليد والنار التي لم تكتمل إلى التلفاز، حيثُ أن الموسِم السادِس لم يُبني على أيّ من الروايات، إذ إن رواية رياح الشتاء لم تصدر بعد، لذلك قام المؤلّفان بكتابة الموسم بناءً على الخطوط العريضة للنهاية التي ينوي مارتن ختام سلسلته بها. ويتصوران أن السلسلة ستتكون من حوالي 80 ساعة في 8 مواسم. في 2013، قال المنتج فرانك دولجر «سنصل على الأرجح إلى سبعة مواسم». كما قال بينيوف ووايس أنهما لا يريدان إطالة صراع العروش وهما بانتظار تأليف مارتن لآخر روايتين. ويعتبران أنه من الممكن (لكن ليس من المستحب) أن تنتهي السلسلة قبل نشر آخر كتاب، وأيضاً أنهما قلقان على فقدان صراع العروش لروعته إذا تم تمديده لأكثر من ذلك. كما قالا أيضاً «يمكن القول أن 7 مواسم كان هدفنا منذ البداية، لكن كان من الجنون أن تتحدث عن الإستمرار لـ7 مواسم وأنت في الموسم الأول وحسب. لكن فور ما وصلنا للنقطة التي تأكدنا فيها أن هذه القصة ستستمر حتى نهايتها المفترضة، أصبح الهدف واضحاً بشكل جليّ لنا: 7 ألهة، 7 ممالك، 7 مواسم.» إلّا أنّه في 2016 وخِلال عرضِ الموسِم السادِس، جُدّد المسلسل لموسِمٍ سابِع بعددِ حلقاتٍ غير معروف. وصرّح بينيوف ووايز أنّ المسلسل قارَب على النهاية، وأنّه تبقّة موسِمان وحسب. وقد صرّح جاك بندَر كذلك أن الموسم القادم سيتكون من 7 حلقات فقط، لذلك نستطشع الإستنتاج أن الموسمين الأخيرين قد يتكونان من 7 و 6 حلقات على التوالي.
واعتباراً من 2016، تم طلب ستة مواسم سُوّرت جميعُها، مبنية على بقية الروايات بمعدل 0.8 دقائق للصفحة.
| الموسم        | تاريخ الإعلان عنه | تاريخ بدء التصوير        | تاريخ الحلقة الافتتاحية | تاريخ الحلقة الختاميّة | مبني على رواية |
| ------------- | ----------------- | ------------------------ | ----------------------- | --------------------- | --- |
| الموسم الأول  | 2 مارس 2010       | النصف الثاني من 2010     | 17 أبريل 2011           | 19 يونيو 2011         | لعبة العروش. |
| الموسم الثاني | 19 أبريل 2011     | النصف الثاني من 2011     | 1 أبريل 2012            | 3 يونيو 2012          | صدام الملوك. |
| الموسم الثالث | 10 أبريل 2012     | النصف الثاني من 2012     | 31 مارس 2013            | 9 يونيو 2013          | النصف الأول من عاصفة السيوف.                                                                                        |
| الموسم الرابع | 2 أبريل 2013      | النصف الثاني من 2013     | 6 أبريل 2014            | 15 يونيو 2014         | النصف الثاني من عاصفة السيوف. ومتفرقات من وليمة للغربان ورقصة مع التنانين.                                          |
| الموسم الخامس | 8 أبريل 2014      | النصف الثاني من 2014     | 12 أبريل 2015           | 14 يونيو 2015         | وليمة للغربان والرقص مع التنانين.                                                                                   |
| الموسم السادس | 8 أبريل 2014      | النصف الثاني من 2015     | 24 أبريل 2016           | 26 يونيو 2016         | المحتوى الأصلي والخطوط العريضة للروايات القادمة من دون الإعتماد عليها. ومتفرقات من وليمة للغربان ورقصة مع التنانين. |
| الموسم السابع | 21 أبريل 2016     | أغسطس 2016 - فبراير 2017 | 26 يوليو 2017           | 27 أغسطس 2017         | المحتوى الأصلي والخطوط العريضة للروايات القادمة من دون الإعتماد عليها.                                              |
| الموسم الثامن | 30 يوليو 2016     | أكتوبر 2017 - يوليو 2018 | 14 أبريل 2019           | 19 مايو 2019          | المحتوى الأصلي والخطوط العريضة للروايات القادمة من دون الإعتماد عليها.                                              |

يغطي الموسم الأول والثاني كل منهما رواية من السلسلة، ولكن لاحقاً تم تكييف المسلسل ليغطي سلسلة الروايات كرواية واحدة وهذا يعطي حرية تقديم وتأخير أحداث حسب ما يلائم السلسلة التلفزيونية.
تتكون المواسم الستّة الأولى من عشرة حلقات. مدة معظم حلقات الموسمين الأول والثاني 52 دقيقة في حين أن مدة حلقات الموسم الثالث تتراوح بين 56 و57 دقيقة. كما أن مدة أول حلقة للسلسة والحلقة الأخيرة للموسم الثاني والثالث والرابع تتجاوز الساعة. أما الموسم السابع 7 حلقات، والثامن 6 حلقات.

### افتتاحية المسلسل
أنتجت production studio Elastic افتتاحية المسلسل لصالح HBO. وقد حصل المدير الإبداعي آنجوس وول ومعاونيه على جائزة الإيمي لأفضل افتتاحية في 2011. وتُصور الافتتاحية خريطة ثلاثية الأبعاد للعالم الخيالي، إذ تهوي الكاميرا من الأعلى عبر الخريطة وتركز على تصوير المدن الخيالية التي تقع أحداث المسلسل فيها كـ وينترفيل وكينغ لاندينغ. وفي الوقت نفسه ترافقه الموسيقى الافتتاحية في المسلسل، وتظهر كذلك أسماء العاملين خلف الكواليس، وفي نهايته يظهر اسم كاتب الحلقة والمخرج. كل هذا في مدة دقيقة ونصف تقريباً.

### التصوير

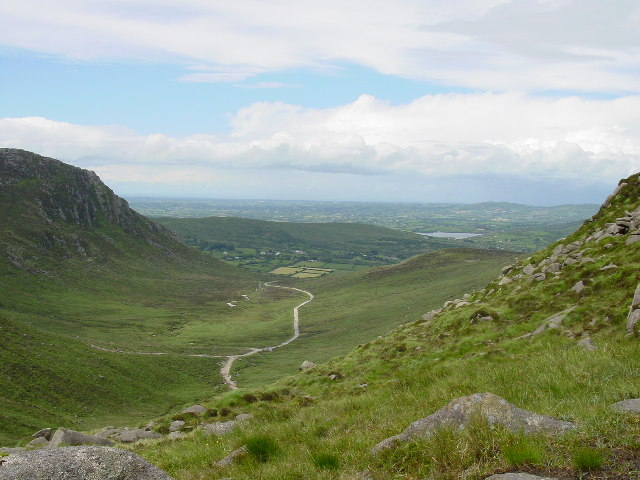
جبال مورن حيث تم تصوير المشاهد الخارجية.

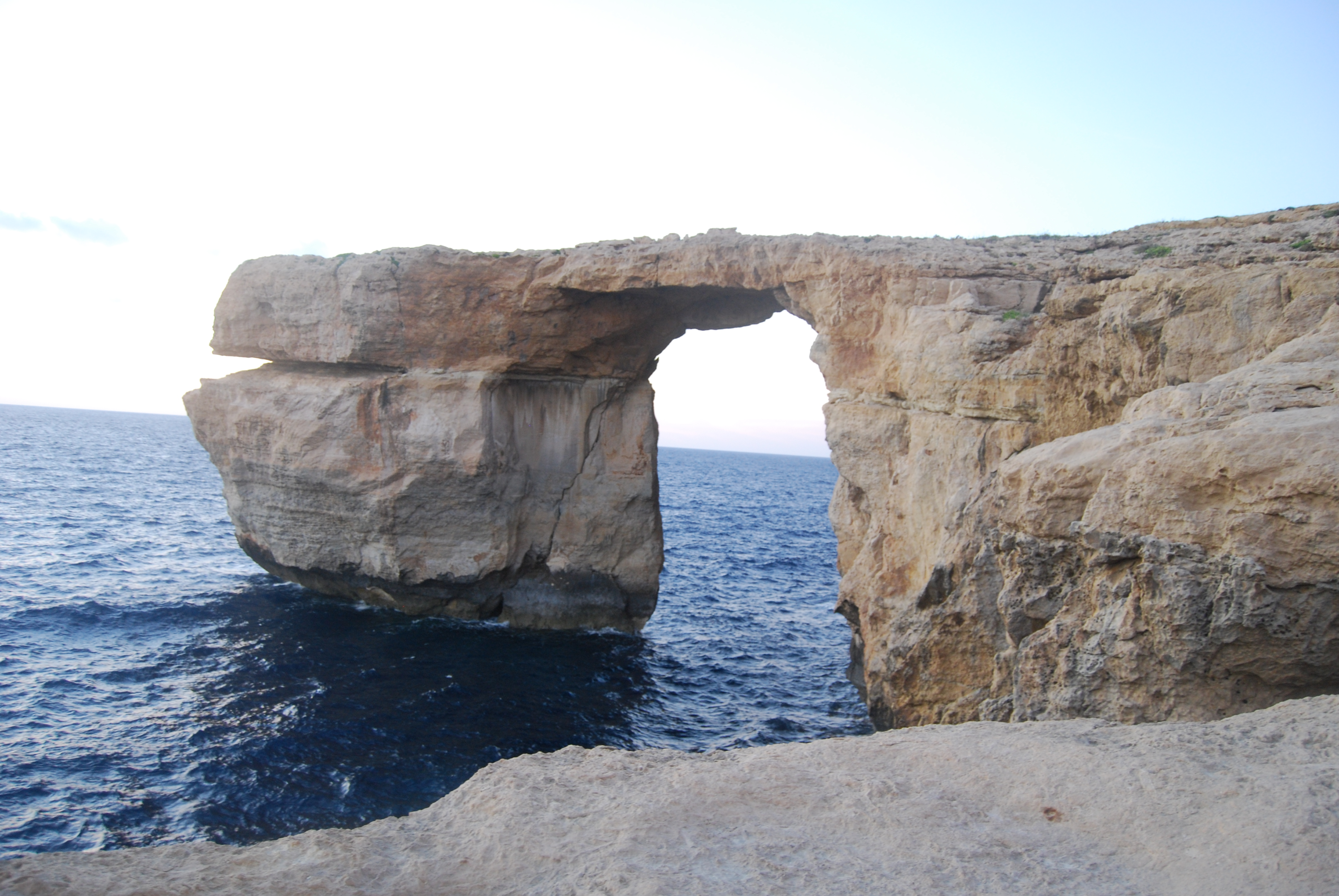
صخور أزورو ويندو في مالطا حيث تم تصوير حفل زفاف الدوثروكي في الموسم الأول.

بدأ تصوير الموسم الأول في 26 يوليو 2010. والموقع الرئيسي كان أستديوهات بلفاست في أيرلندا الشمالية. وقد صورت المشاهد الخارجية في جبال مورن في أيرلندا الشمالية. وقد تم التصوير أيضاً في عدة موقع أخرى في أيرلندا الشمالية، كـ قلعة وارد (وينترفيل)، منتزه توليمور فوريست (المشاهد الخارجية). واستخدمت قلعة دون في اسكتلندا في الحلقة التجريبية في تصوير مشاهد من وينترفيل وما حولها. وكان من المقرر تصوير المسلسل بالكامل في اسكتلندا ولكنهم اختاروا في نهاية المطاف أيرلندا الشمالية لتوفر الكثير من الأماكن للتصوير فيها. كما تم تصوير المشاهد الجنوبية في مالطا، وتم تصويرها في الحلقة التجريبية في المغرب. وصورت مشاهد كينغ لاندينغ في مدينة المدينة المالطية وصورت بعضها في حصن  فورت مانويل. كما صُور زفاف قبيلة الدوثروكي في جزيرة غودش عند صخور أزور ويندو.
في الموسم الثاني، تم نقل تصوير المشاهد الجنوبية في كرواتيا بدلاً من مالطا، حيث تم تصويرها تحديداً في مدينة دوبروفنيك الساحلية، إذ أن تصميم المدينة مشابه لتصميم المدن لتصميم المدن في العصور الوسطى. وقد استخدمت كذلك جزيرة لوكروم في تصوير بعض المشاهد.
في الموسم الثالث، استمرت أماكن التصوير كما هي، وأضيف إليها بعض الأماكن الأخرى في كرواتيا كـ مشتل ترستنو. كما عادوا للتصوير في المغرب بعد أن صوروا فيه الحلقة التجريبية وحسب. وقد صورت المشاهد في مدينة الصويرة المغربية. وقد صُور مشهد واحد في لوس أنجلوس.
شمل التصوير في الموسم الرابع مناطق جديدة في كرواتيا كـ قصر دقلديانوس في سبليت. واستغرق التصوير 136 يوماً فقط، وانتهى في 21 نوفمبر 2013.
وبدأ تصوير الموسم الخامس في يوليو 2014 في بلفاست أيضاً. وفي أكتوبر 2014 بدأ التصوير في إسبانيا لتكون بمثابة مدينة دورن في المسلسل. وقد صُوّرت مشاهد في قصر المورق وجامعة أوسونا بإشبيلية في الأندلس. كما صُوّرت مشاهد أيضاً في قنطرة قرطبة. وقال بينيوف ووايز أن مدينة قرطبة ستُمثّل مدينة فولانتيس في المسلسل.
بدأ تصوير الموسم السابع في 31 أغسطس 2016 في استيديوهات تايتنك في بلفاست، كما صُوّر في أيسلندا، وأيرلندا الشمالية والعديد من المواقع في إسبانيا. ويستمر التصوير حتّى فبراير 2017 وذلك لضرورة التصوير في أيّام الشتاء.

#### قائمة مواقع التصوير في المغرب
| صورة | اسم المكان في المغرب | اسم المكان في المسلسل | تفاصيل                                                          |
| ---- | -------------------- | --------------------- | --------------------------------------------------------------- |
|      | ورززات               | بينتوس                | بينتوس التي حررت دينيريس تارغاريان أهلها من السادة،             |
|      | قصبة آيت بن حدو      | مدينة يونكاي          | مدينة يونكاي أخذت منها دنيرس تارجارين جيش الأحرار وصلبت أسيادها |
|      | الصويرة              | مدينة أستابور         | مدينة أستابور هي أول مدينة أسقطتها دينيرس في خليج العبيد،       |
|      | إفران                | جزء من وينترفيل       | هي المدينة التي وصِل اليها (جون سنو) و (دنيرس) مع جيشها          |

### الملابس والأزياء

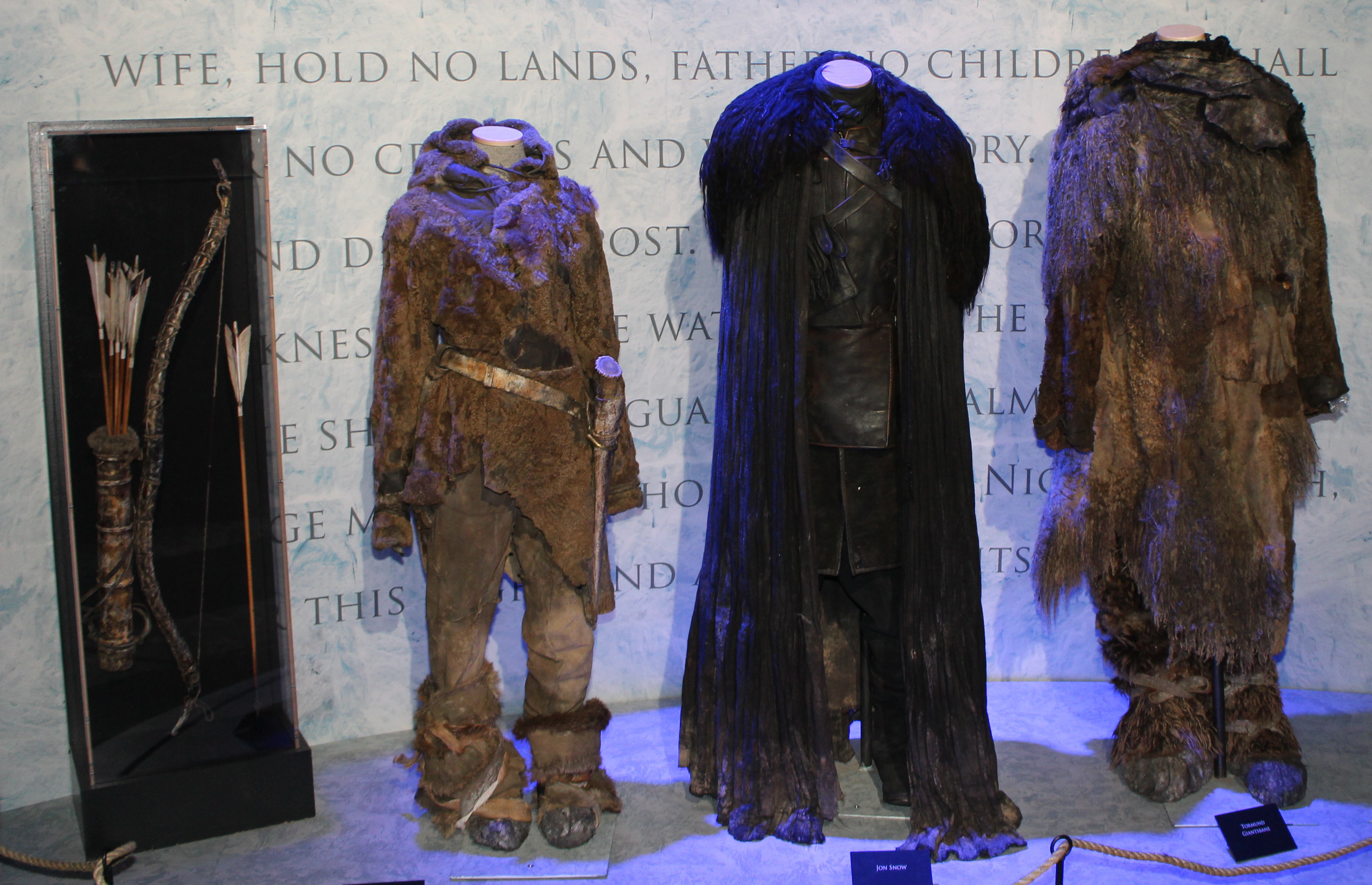
ملابس كل من يغريت وجون سنو وتورموند التي تعكس الجو القاسي التي تُرتدى به.

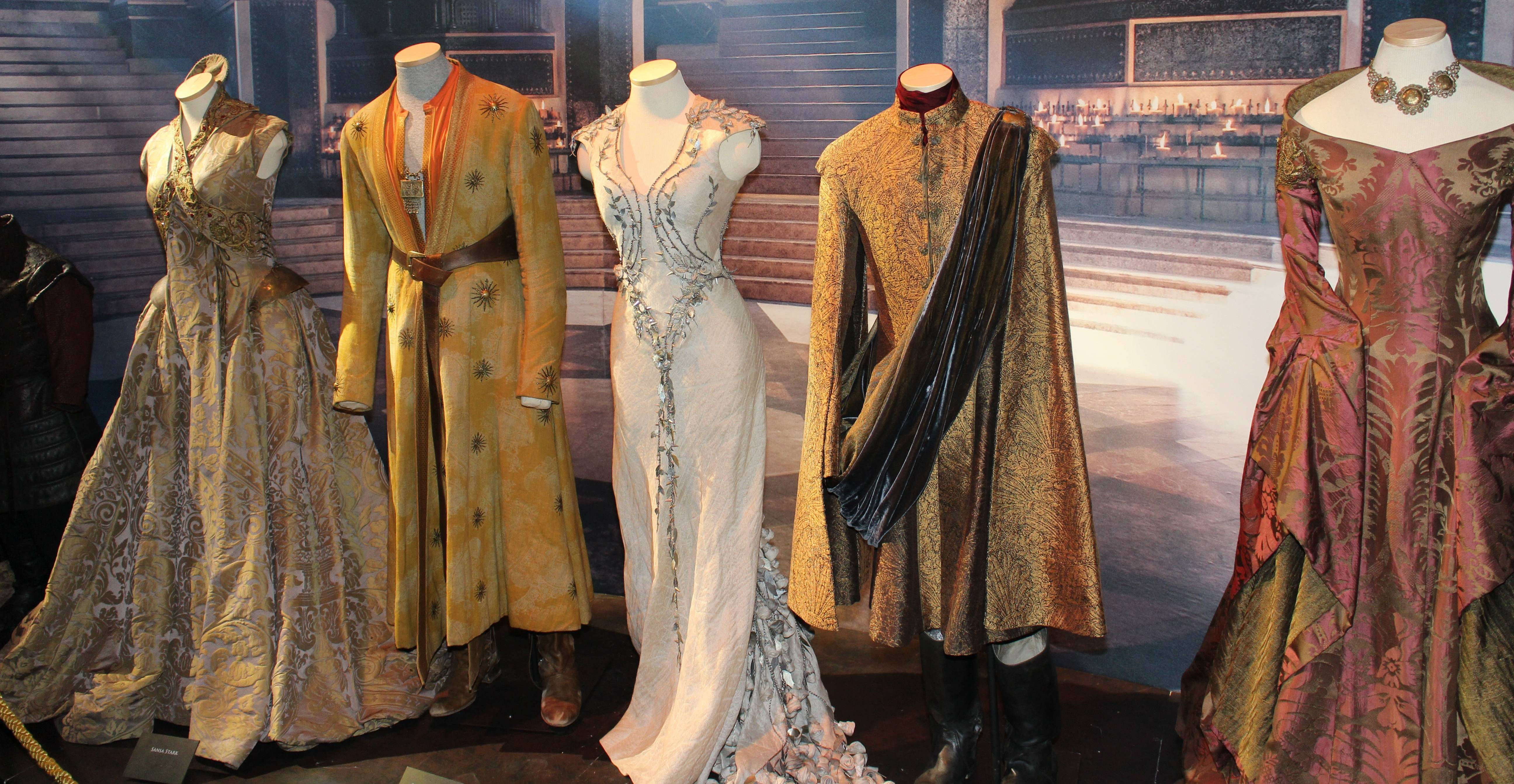
الملابس المرتداة في كينغ لاندينغ حيث تظهر آثار الغنى والثراء عليها.

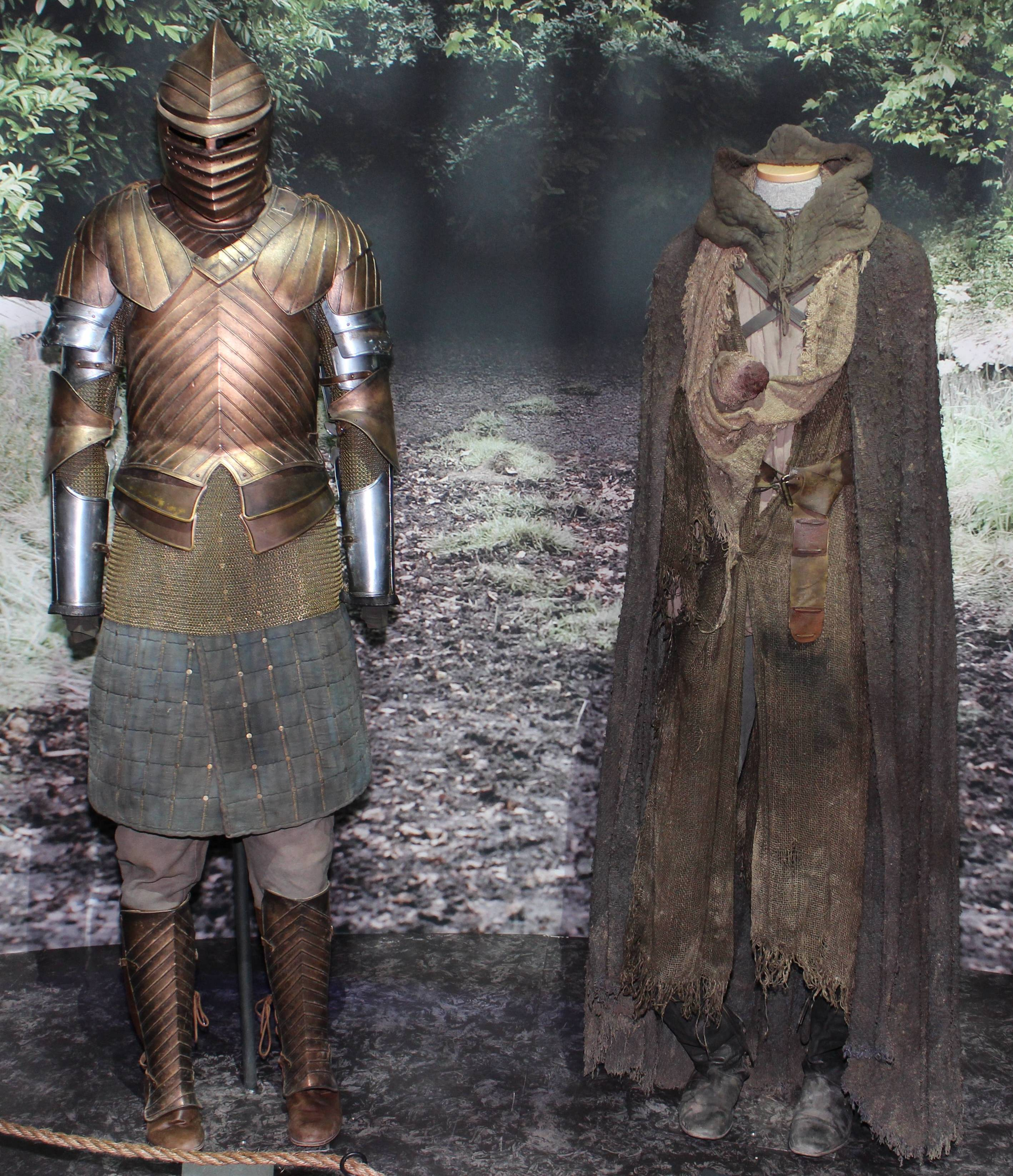
تظهر في الصورة ملابس برين وجيمي أثناء رحلتهما لكينغ لاندينغ

الملابس في المسلسل مستوحاة من عدّة حضارات قديمة كالحضارة الفارسية واليابانية. فملابس قبيلة الدوثروكي مثلاً مستوحاة من اللباس البدوي العربي القديم. وملابس الهمج وراء الجدار وملابس ويلدنغ كراستر وبناته مستوحاة من زي شعب الإسكيمو. وقد استمر تطوير الأزياء لإسبوعين حتى تتناسب مع التلفاز وتقنية الوضوح العالي. وقد استخدمت دزينة من الشعور المستعارة لتضعها الممثلات أثناء التصوير مصنوعة من شعر بشري طبيعي، ويصل طوله حولي 60 سنتيمتراً وكلفته حولي 7000$ ويُغسل ويوضع كالشعر الحقيقي. وتأخذ هذه العملية وقتاً كثيراً. فتجهيز إميليا كلارك مثلاً يتطلب ساعتين، فنمط شعرها الأشقر الطويل مع الضفائر يأخذ وقتاً. ممثلون آخرون كصوفي تارنر وجاك غليسون، فإنهم يصبغون شعرهم باستمرار كي يظهر بالشكل الذي يظهر به في المسلسل. وملابس كملابس الدوثروكي ودينيريس يتم معالجتها لتظهر وكأنها لم تُغسل لأسابيع.

### المؤثرات الصوتية
على غير عادة البرامج التلفزيونية، فإن فريق الأصوات في صراع العروش يعمل على أصوات كل موسم على حذة، فينتهجون نهج الأفلام وكأنه فيلم طويل من عشر ساعات. يختلف الفريق الذي عمل في الموسم الأول والثاني عن الذي عمل في الموسم الثالث والرابع وكذا الخامس. يستخدم الفريق موادّاً عدّة لإنشاء أصوات المسلسل، فمثلاً عند إنشاء أصوات التنانين يستخدمون الأصوات الصادرة أثناء تزواج السلاحف وكذلك الدلافين والفقمات والأسود والطيور.

### المؤثرات البصرية
في المسلسل كمية كبيرة من المؤثرات البصرية مما دفع القناة إلى كتابة عقد مع شركة BlueBolt للعمل على الموسم الأول. معظم البناء البصري استخدمت تقنية 2.5D لإعطاء المُشاهد مشاهدة جميلة. وقد رُشّحت الحلقة الأخيرة من الموسم الأول لنيل جائزة الإيمي لفئة أفضل مؤثرات البصرية في 2011. وبسبب التأثيرات التي صارت مُعقّدة في المواسم اللاحقة فقد تم إلغاء العقد المبرم مع شركة BlueBolt التي مازالت في طور النمو -فهي قد أُنشئت منذ بضع سنوات وحسب- ثم اتفقوا على شركة Pixomondo الألمانية لتكون بديلاً للشركة السابقة. وقد قامت هذه الشركة ببرمجة المؤثرات البصرية للموسم الثاني والثالث. وقد فازت الحلقة الأخيرة من الموسم الثاني والحلقة الأولى من الموسم الثالث بجائزة الإيمي لأفضل مؤثرات بصرية في 2012 و2013 على التوالي. وفي الموسم الرابع، غيّرت HBO الشركة مرّة أخرى وكتبت عقداً مع شركة Mackevision الألمانية أيضاً، وفي 2014 فازت الحلقة الأخيرة من الموسم الرابع بجائزة الإيمي لأفضل مؤثرات بصرية أيضاً.

### اللغة
شخصيات قارة ويستروس في المسلسل تتحدث باللكنة البريطانية، تعتمد اللهجة في المسلسل على المواقع والبيئات المختلفة أيضاً. فمثلاً نيد ستارك وأهالي الشمال لهجتهم هي لهجة أهل الشمالي الإنجليزي في بريطانيا، بينما تايوين لانستر يتحدث بلهجة أهل الجنوب. والشخصيات الأجنبية عن ويستروس غالباً أو بالأحرى دائماً تتحدث بلهجة غير اللهجة البريطانية.
في حين أن اللغة الإنجليزية هي اللغة الرسمية في البلاد، فقد اهتم ديفيد بيترسون بتطوير واستحداث لغة جديدة كليّاً لتكون اللغة المحكيّة في قبيلة الدوثروكي ولغة أُنشئت أيضاً تُمسى باللغة الفاليرية، بُنيت هذه اللغات على أساس كلمات قليلة وردت في سلسلة الروايات. وتُترجم حوارات لغة الدوثروكي والفاليرية إلى الإنجليزية عادةً أثناء الحلقة. وقد قالت بي بي سي في تقرير لها أن عدد الذين يسمعون تلك اللغتين أكثر من الذي يسمعون اللغة الاسكتلندية والولزية والإيرلندية مجتمعين. الجدير بالذكر أيضاً أن عدد الكلمات في اللغة الدوثروكية وصلت إلى 3700 كلمة.

## قابلية المشاهدة

### البث العالمي
يُعرض صراع العروش على قناة HBO في الولايات المتحدة أو من خلال فروعها أو خدمات التلفزيون المدفوع في البلدان الأخرى وإما أن يكون وقت عرضه في نفس وقت أمريكا أو بعده بفترة وجيزة أو حتى تصل إلى شهر. وقد عرض المسلسل على قناة HBO Canada في كندا، وعلى قناة Showcase في أستراليا، وعرض أيضاً في الهند على قناة HBO India. وعلى قناة Sky Atlantic في أيرلندا، وعلى قناتي SoHo وPrime في نيوزلاندا، وقناة HBO Pakistan في الباكستان، وقناة HBO Philippines في الفلبين، M-Net في أفريقيا الجنوبية، وعلى Sky1 في المملكة المتحدة. لم يُعرض المسلسل في الوطن العربي حتّى 2013، حيثُ عُرِضَ بدايةً على قناة MBC4 مُنقّحاً ومُدبلجاً للعربيّة. وبدءاً من الموسم الخامس، فقد بدأت شبكة OSN بعرضِه تزامناً مع عرضه في الولايات المتّحدة.
| الدولة          | القناة العارضة                     | الدولة           | القناة العارضة                      |
| --------------- | ---------------------------------- | ---------------- | ----------------------------------- |
| الأرجنتين       | HBO Argentina                      | سلوفينيا         | Kanal A, HBO                        |
| إسبانيا         | Canal+, Antena 3, laSexta          | السويد           | HBO Nordic, C More, SVT1            |
| أستراليا        | Showcase                           | سويسرا           | TNT Serie, Radio Télévision Suisse  |
| إستونيا         | Fox Life, ETV2                     | صربيا            | HBO                                 |
| إسرائيل         | Yes Oh                             | الصين            | CCTV-1                              |
| جنوب إفريقيا    | M-Net                              | فرنسا            | OCS Choc, Canal+                    |
| ألمانيا         | Sky Atlantic HD, TNT Serie, RTL II | الفلبين          | HBO Philippines                     |
| أوكرانيا        | TET, 1+1                           | فنلندا           | HBO Nordic, C More, Yle TV2         |
| آيسلندا         | Stöð 2                             | قبرص             | ANT1 Cyprus                         |
| إيطاليا         | Sky Cinema 1, Sky Atlantic, Rai 4  | كرواتيا          | HBO, HRT                            |
| باكستان         | HBO Pakistan                       | كندا             | HBO Canada, Super Écran, Showcase   |
| البرازيل        | HBO Brazil                         | كوريا الجنوبية   | SCREEN                              |
| البرتغال        | Syfy                               | كولومبيا         | HBO                                 |
| بلجيكا          | 2BE, beTV, Prime, La Deux          | لاتفيا           | Fox Life                            |
| بلغاريا         | HBO Bulgaria                       | ليتوانيا         | BTV                                 |
| بنغلاديش        | HBO                                | ماليزيا          | HBO Asia                            |
| البوسنة والهرسك | HBO                                | المجر            | HBO                                 |
| بولندا          | HBO                                | مقدونيا          | HBO                                 |
| تايلاند         | HBO                                | المكسيك          | HBO                                 |
| تايوان          | HBO                                | المملكة المتحدة  | Sky Atlantic HD, Sky1               |
| تركيا           | CNBC-e, e2, tvyo                   | مولدوفا          | HBO                                 |
| جمهورية التشيك  | HBO, ČT2                           | النرويج          | HBO Nordic, C More, NRK             |
| الجبل الأسود    | HBO                                | النمسا           | Sky Atlantic HD، TNT Serie, RTL II  |
| أيرلندا         | Sky Atlantic                       | نيوزيلندا        | SoHo, Prime                         |
| الدنمارك        | HBO Nordic, C More, TV3            | الهند            | HBO India                           |
| الوطن العربي    | OSN, MBC4                          | هولندا           | HBO Netherlands, RTL 4              |
| روسيا           | Fox Life, Ren-TV                   | الولايات المتحدة | HBO                                 |
| رومانيا         | HBO                                | اليابان          | Star Channel                        |
| سلوفاكيا        | HBO                                | اليونان          | NovaCinema 1, NovaCinemaHD, Skai TV |

### الإصدارات المنزلية
صدر الموسم الأول على أقراص DVD وBlu-ray في 6 مارس 2012، وقد ضم القرص مشاهد من وراء الكواليس وبعض الصور والخلفيات عالية الدقة. بيع من القرص حوالي 350,000 قرصاً خلال الأسبوع الأول من إصداره، فكان هذا الرقم هو الأعلى من حيث مبيعات الأسبوع الأول لدى HBO. كما صدرت نسخة صندوقية خاصة من القرص احتوت على مجسم بيوض التنانين والحلقة الأولى من الموسم الثاني وصدر في نوفمبر 2012. وصدر أقرص الموسم الثاني في 19 فبراير 2013 وحطمت الأرقام القياسية كذلك، حيث بيع منها 241,000 خلال اليوم الأول. وقد توفر الموسم الثالث للشراء والتحميل على متجر iTunes ولكن في أستراليا فقط تزامناً مع عرضه في الولايات المتحدة.

### القرصنة
تعرض المسلسل للقرصنة وانتهاك حقوق الطبع والنشر بشكل كبير. لعل هذا بسبب تأخر HBO عن إصدارات الأقراص الرقمية. كما أن المشاهدة الشرعية مكلفة لذلك تلعب كبيراً بشأن القرصنة، فوفقاً لموقع TorrentFreak تتراوح التكلفة بين 15 إلى 25 دولار شهرياً في الولايات المتحدة، ترتفع في المملكة المتحدة لتصل إلى 26 جنيهاً عن كل حلقة، وفي أستراليا فتبلغ قيمة كل حلقة 52 دولار أسترالي، هذا في حال أن الشخص اشترك فقط لمشاهدة هذا المسلسل.
وقد سجل المسلسل أعلى معدلات قرصنة للمسلسلات حسب تقديرات الموقع في 2012 و2013 و2014. حيث تم تحميل الحلقة الأولى حوالي 4,280,000 مرّة على التورنت في 2012. وهذا يُساوي أو يزيد عن عدد مُشاهدي البث الفعليّ للمسلسل. وقد ارتفعت نسبة قرصنة الموسم الثالث في أستراليا خاصةً، مما أدى السفير الأمريكي في أستراليا لإصدار بيانٍ حول هذا الموضوع. وكانت النسخة التي تصدر على التورنت هي أكثر الملفات التي يتم تحميلها وتبادلها في تاريخه مع أكثر من 160,000 موزّع (Seed) وملايين المُحمِّلين. وقد حُمّلت الحلقة الأخيرة من الموسم الرابع أكثر من 1,5 مليون مرّة في غضون 12 ساعة الأولى، مما حقق رقماً قياسياً للتحميل الغير قانوني. وبعد شهرين من انتهاء الموسم الرابع، وصلت مُعدلات التحميل نحو 300 ألف يومياً. أما في الشرق الأوسط، فإن الغالبية العظمى تُشاهده مُقرصناً عبر الويب وملفات التورنت.
يُذكَر أنّ قبل ليلة من بدء عَرض الموسم الخامس على قناة HBO، تمّ تسريب أوّل أربع حلقات من الموسم الخامس على الإنترنت بهيئة ملّفات بت تورنت في سابقةٍ هي الأولى من نوعها، وقام أكثر من 50 ألف شخص بتحميل الملفات عبر مواقع مشاركة التورنت، حيثُ سُرِّبَ مساء يوم السبت 11 أبريل، بتوقيت الولايات المتحدة ومن ثم بدأت الملفات بالظهور بشكل متتابع.

### عُروض السينما
عُرِضَت الحَلقتانِ الأخيرتانِ من الموسِم الرابع في 205 صالةِ عَرضِ IMAX سينيمائيّة في الولايات المُتّحدة بتاريخ 23 يناير 2015 ليكونَ الأوّل من نوعه الذي يُعرض في السينما. وقد حقّقَ أرباحاً وصلتْ حتى 686,000 دولار في يومِ الافتتاح وبلغت 1.5 مليون دولار في الأسبوع الأوّل.

## الوسائط والمنتجات الأخرى

### الموسيقى التصويرية
قام رامين جوادي بتأليف الموسيقى التصويرية للمسلسل. وقد ألّف موسيقى الموسم الأول خلال عشرة أسابيع قبل بدايته. وصدر القرص الأول للموسيقى في يونيو 2011. وصدرت كذلك الأقراص للمواسم اللاحقة في سنوات عرض الموسم.

### إصدارات متعلقة بالمسلسل

#### ثرونكاست - Thronecast

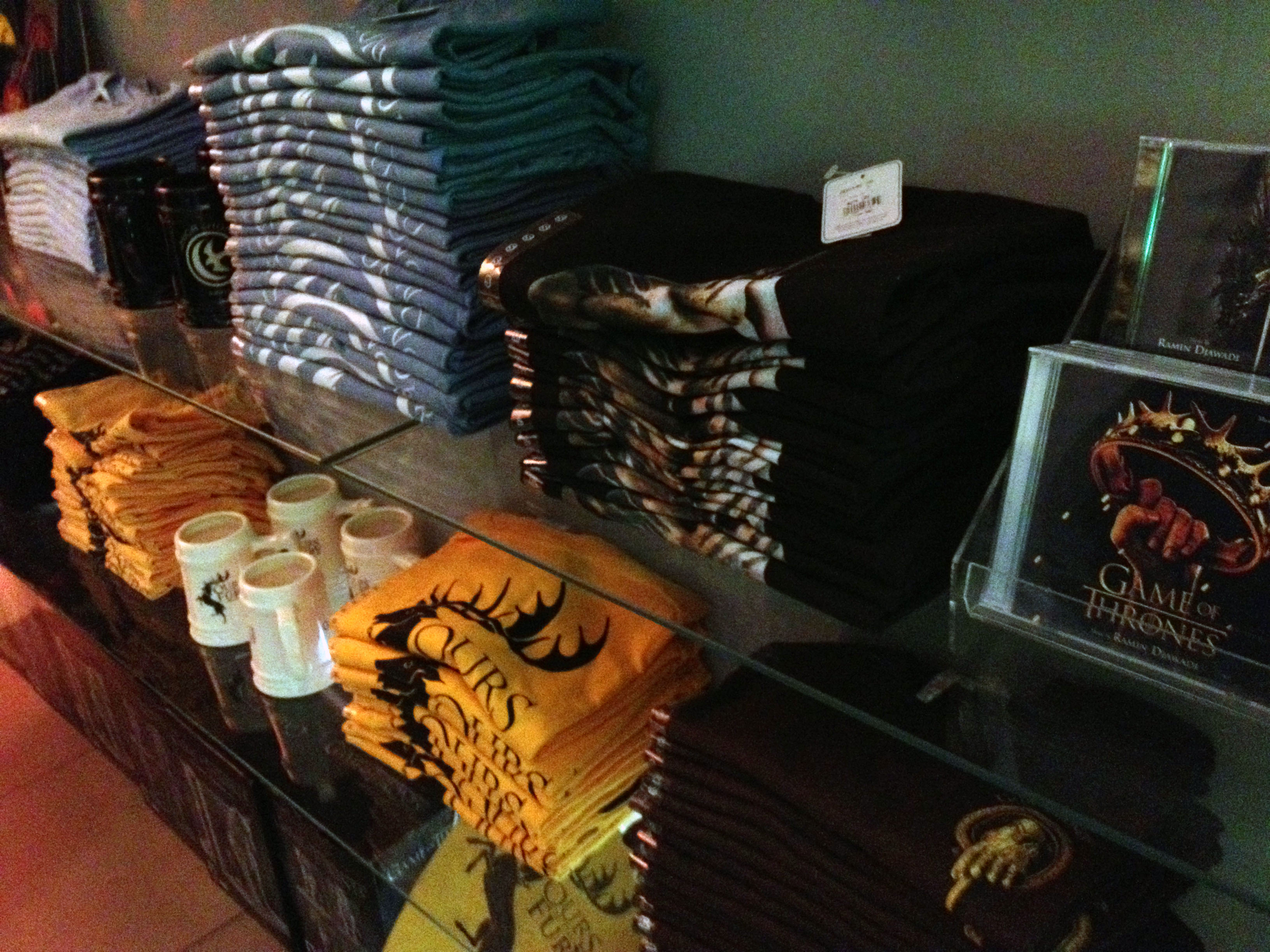
مجموعة من بضائع صراع العروش المعروضة للبيع في إحدى متاجر نيويورك.

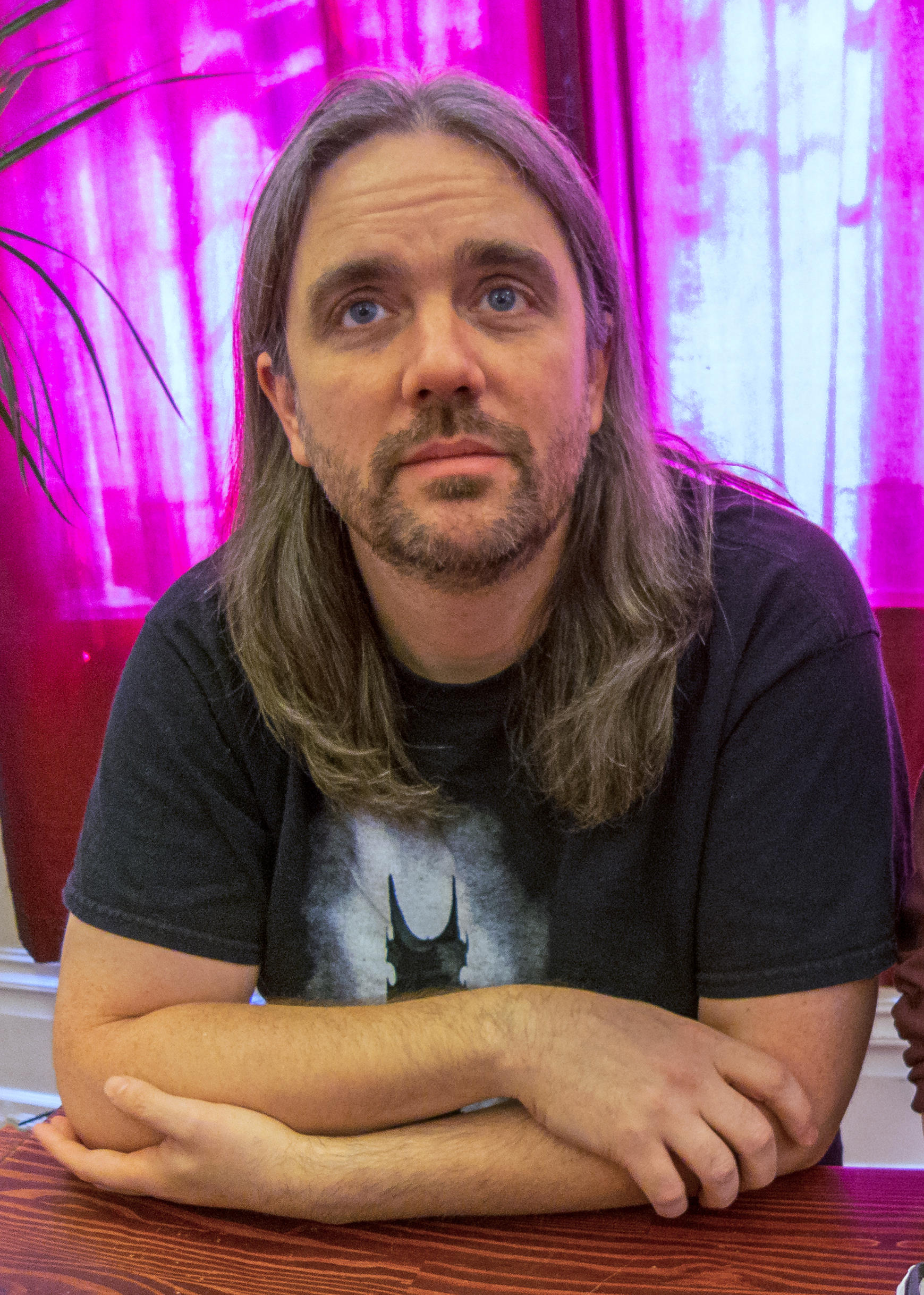
تاي كوري فرانك وهو مُساعد جورج مارتن والذي يعمل كمستشار لقصّة اللعبة.

ثرونكاست هي سلسلة من التدوين الصوتي قدّمها جيف لويد من إنتاج Koink، تصدر على موقع Sky Atlantic ومتجر iTunes في المملكة المتحدة. وتصدر هذه البودكاست بعد كل حلقة ويكون فيها مناقشات وتحليلات ومقابلات للأبطال بعض الأحيان.

#### أمسك العرش - Catch the Throne
Catch the Throne هو ألبوم مجانيّ لأغاني راب قامت HBO بإنتاجه وإصداره على موقع SoundCloud في 7 مارس 2014 وذلك لزيادة جمهور ومعجبين المسلسل من مختلف الثقافات والمراحل العمرية.

#### كتاب دليل صراع العروش
قام بريان كوغمان -وهو أحد الكتّاب المشاركين بالمسلسل- بإصدار كتاب يكون دليلاً لمشاهدي المسلسل في 27 سبتمبر 2012، مكوّن من 192 صفحة. يضم الكتاب صوراً لما خلف الكواليس، ويشرح فيه القصة والشخصيات الرئيسية والعائلات المتحاربة وأموراً أخرى.

### البضائع والسلع
أصدرت HBO تراخيص لشركات لتسمح لها بإنتاج بضائع مبنيّة على المسلسل. وشملت البضائع على ألعاب النرد المختلفة، ونسخ مصغرة من الدروع والأسلحة، ومجسمات للشخصيات الرئيسية، ومختلف أنواع الملابس. في 2013 و2014 أقيم معرض للأزياء والدروع والأسلحة المستخدمة في المسلسل، زار المعرض المدن الرئيسية في أوروبا والأمريكيتين.

### ألعاب الفيديو
صدرت حتى الآن أربعة ألعاب تحمل اسم صراع العروش. وفي 2013 خلال مهرجان توزيع جوائز سبايك لألعاب الفيديو فاجأ استوديو TellTale اللاعبين بأنه سيقوم بتطوير لعبة مبنية على السلسلة، وقد قال استوديو التطوير أن اللعبة ستكون بشكل حلقات كحال لعبة الموتى السائرون وأن أسلوب اللعب سيكون مُشابهاً للموتى السائرون أيضاً حيث ستكون اللعبة أقرب للفيلم التفاعلي وتتطلب من اللاعب معرفة متقدمة باللغة الإنجليزية إذ أن عليه مشاهدة القصة والتفاعل مع القرارات وكل قرار يؤدي لنتيجة مختلفة. ويعمل جورج مارتن على كتابة قصة اللعبة وعيّن مساعده تاي كوري فرانك كذلك كمستشار في تطوير اللعبة المبنية على الرواية. وقد قال جوش قودستادت نائب رئيس الترخيص العالمي في HBO “أدهشنا مستوى العمل المتطور والأسلوب عالي الجودة في رواية القصة في جميع ألعابهم -يقصد بذلك TellTale-. علمنا أن هذا المستوى من الجودة والتفاني في العمل سيكون مكمل رائع للسلسلة الغنية بالأحداث.”

## الاستقبال الجماهيري
صراع العروش كان أكثر المسلسلات تَرقّباً من قبل مُحبي الرواية خلال عملية إنتاجه. ومنذ ذلك الحين لاقى نجاحاً نقدياً وتجارياً كبيراً. وبحلول عام 2014، قالت صحيفة الغارديان بأن المسلسل «أكبر دراما تلفزيونية والناس تتحدث بكثرة عنه».

### التأثير الثقافي

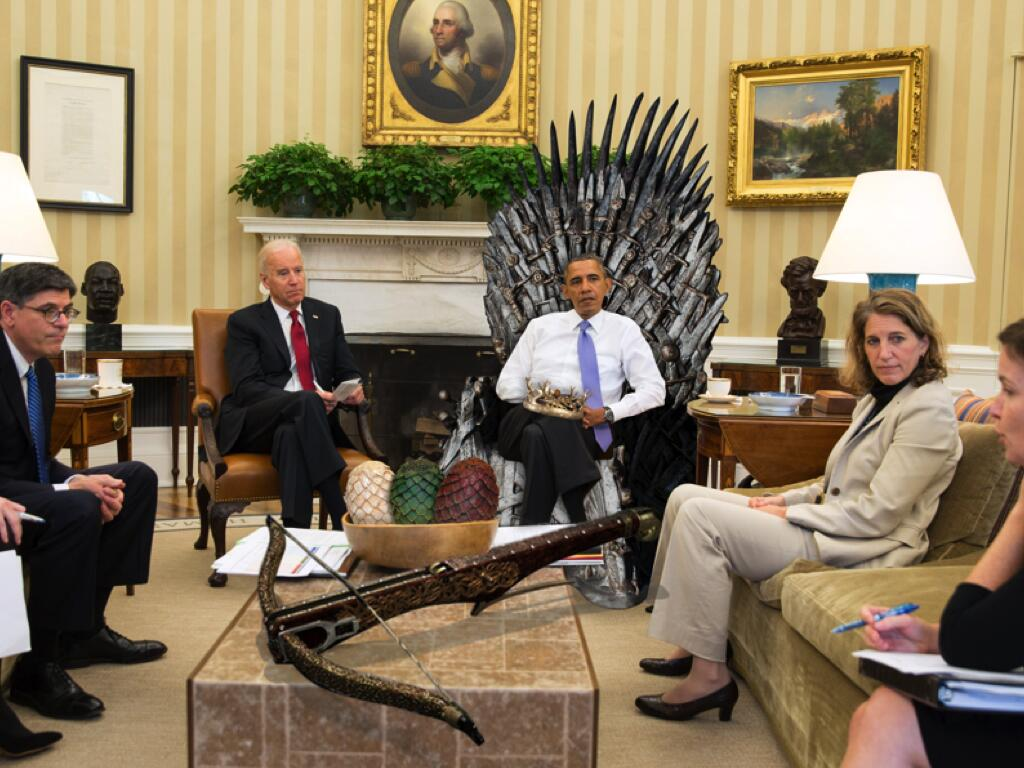
صورة مُفبركة قام بنشرها حساب البيت الأبيض في تويتر تُظهر الرئيس الأمريكي باراك أوباما في البيت الأبيض في المكتب البيضاوي جالساً على العرش الحديدي مع تاج الملك في حضنه.

بسبب شعبية المسلسل التي تزداد يوماً بعد يوم، فقد أثّر المسلسل بمعجبيه بشكل كبير. فمثلاً زادت نسبة شراء وقراءة سلسلة الروايات أغنية الجليد والنار التي اعتلت قوائم أفضل الكتب مبيعاً لعدة أشهر. بالإضافة إلى أن صراع العروش كان مسؤولاً كذلك عن زيادة مبيعات كلاب الهسكي وغيرها من الكلاب التي تشبه الذئاب -وهو شعار عائلة ستارك-. وقد أضاف المسلسل مفردات جديدة صار المعجبون يستخدمونها، فمثلاً الأمريكيون صاروا يسمون مواليدهم بـ«كاليسي» وهو لقب أم التنانين دينيريس تايغارين. بعد الموسم الثاني بدأ وسائل الإعلام باستخدام المسلسل رمزاً للصراعات السياسة ومقارنة بينه وبين الواقع بسبب قصته المظلمة المليئة بالمكائد والخُدع مثل الصراع القائم بشأن قانون الرعاية الصحية في الولايات المتحدة ومكائد الحاصلة في الثورة السورية والصراع على السلطة في الحكومة الصينية.

### استقبال النُقّاد

#### بشكل عام

تقييم موقع ميتاكريتيك لكل موسم من مواسم المسلسل.

تلقى المسلسل ردود فعل إيجابية جداً، ولاقى استحساناً كبيراً لدى مختلف المشاهدين. أُدرجت جميع مواسم في قوائم «الأفضل لهذه السنة» في وسائل الإعلام الأمريكية مثل صحيفة واشنطن بوست (2011) وصحيفة التايم (2011 و2012) وهوليوود ريبورتر (2012). حصلت المواسم ما بعد الموسم الأول على تقييم أكثر من 90 من 100 على موقع ميتاكريتيك، مشيرا إلى «إشادة عالمية». في 2013، وضعت نقابة الكُتاب الأمريكية المسلسل ضمن قائمة أفضل المسلسلات كتابة.
وقد امتدحوا قائمة الممثلين الذي أدّوا أدوارهم بكل براعة. وقد أدى بيتر دنكليج دوره بإتقان فحاز إثر ذلك على جائزة الإيمي والغولدن غلوب عن أفضل ممثل مُساعد عن أداءه دورَ تيرون لانستر، «وكأن صراع العروش مُعدّ خصيصاً لبيتر ليتقن دوره فيه» هذا ما كتبته صحيفة لوس أنجلوس تايمز. وامتدحوا أيضاً أداء النساء في المسلسل. والأطفال كذلك. وقد أعجب النقاد الفتاة ذات الـ14 سنة مايسي ويليامز بدور أريا ستارك. وحصل المسلسل في موقع IMDb على تقييم 9.5 حتى تاريخ كتابة هذه السطور.

#### استخدام الجنس والعنف
على الرغم من الاستقبال الحماسي وردود الفعل الإيجابية، إلا أن النُقاد كان لهم آراء سلبية حول مشاهد العُري والجنس والمشاهد الإباحية والعنف الجنسي ضد المرأة، بالإضافة إلى التعذيب والعنف ومشاهد الدماء التي لا يتحمل البعض رؤيتها. تلك المشاهد جميعها موجودة في المسلسل فكانت محوراً مهماً في الانتقادات للمسلسل مما أثّر سلباً في تقييم النُقّاد أثناء مراجعتهم خاصة الموسم الأول والثاني الذي لاقى نقداً لاذعاً بسبب هذه المشاهد من صحيفة واشنطن بوست على سبيل المثال وليس الحصر. الموسم الثالث أيضاً لم يخلو من النقد، حيث أثّرت مشاهد تعذيب ثيون جريجوي في آرائهم. الموسم الرابع كذلك لقي انتقادات في الحلقة الثالثة منه عندما يواقع جيمي شقيقته سيرسي وأدى لمناقشة واسعة لمعجبي السلسلة حول استخدام العنف الجنسي ضد المرأة. وفي مراجعة موقع دليل التلفزيون العربي للحلقة قال: «هذه الحلقة كانت تدور حول مفهوميّ القيد والحرية وكيف أن هذين المفهومين ليسا مختلفين كلياً. كان من الممكن اللعب على هذا المفهوم في مشهد (جايمي) و (سيرساي) بشكل أفضل، لكنني شخصياً وجدت ذلك المشهد نقطة سوداء في حلقة جيدة.»

### القاعدة الجماهرية والمعجبون

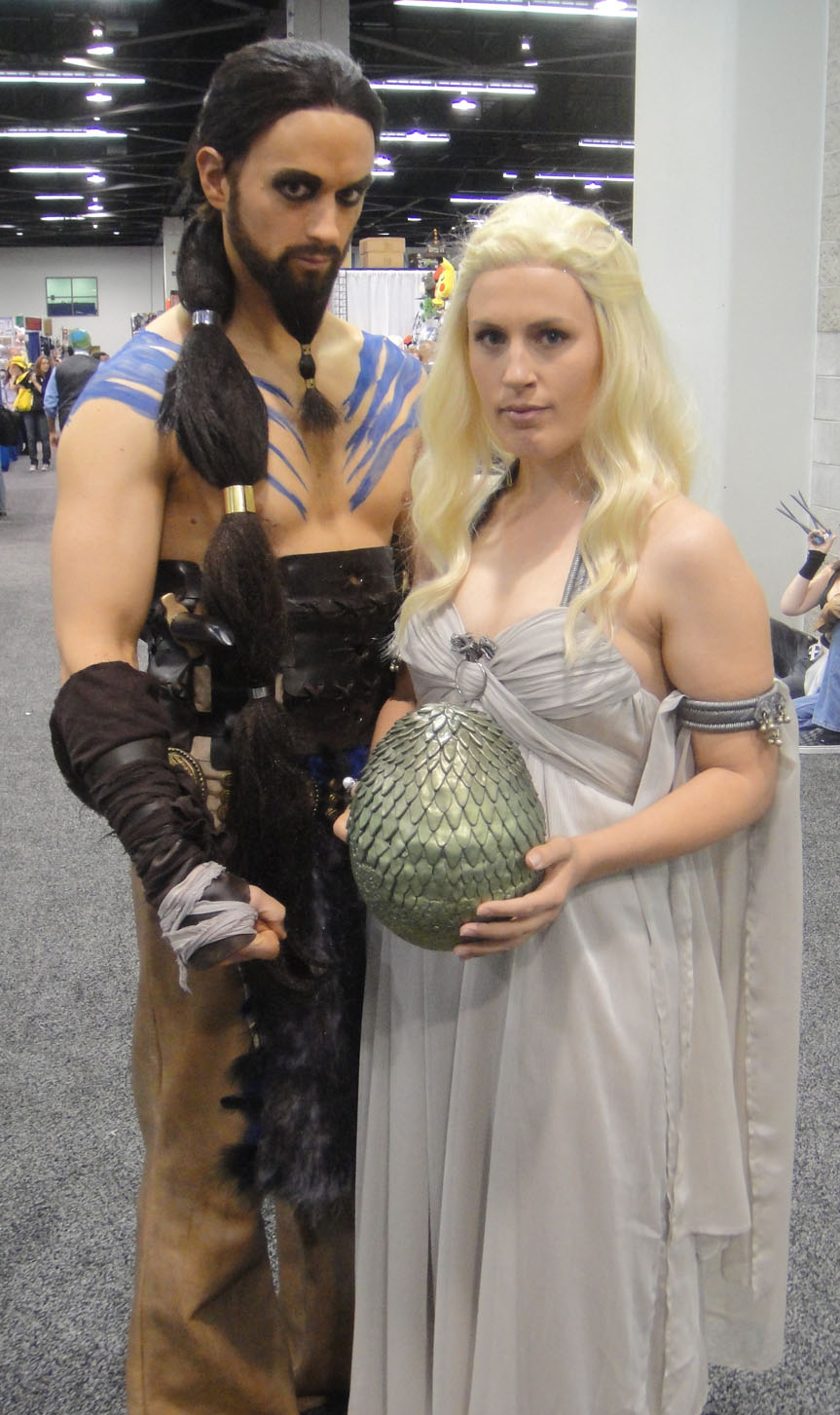
مُعجبان يلبسان زي دينريس تارغاريان وكال دوثروكي في مهرجان WonderCon.

بمرور الوقت حصل صراع العروش على قاعدة جماهيرية واسعة ونشطة في كافة أنحاء العالم. وفي 2012 صُنف معجبوا المسلسل في مجلة نيويورك على أنهم أكثر قاعدة جماهيرية متفوقين بذلك على مُعجبي الليدي غاغا وجاستين بيبر وهاري بوتر وحتى ستار وورز. ووصل الإعجاب بالمسلسل إلى أن الرئيس الأمريكي باراك أوباما يحب المسلسل كذلك. ورئيسة وزراء أستراليا جوليا غيلارد السابقة كذلك.
وبسبب الشعبية التي حصل عليها المسلسل فقد صار المعجبون يسمون مواليدهم بأسماء شخصياتهم المفضلة، فمثلاً الأمريكيون صاروا يسمون مواليدهم بـ«كاليسي» وهو لقب أم التنانين دينيريس تايغارين. وارتفع عدد المواليد اللاتي يحملن اسم «أريا» في الولايات المتحدة في 2012. وفي 2013، أُفيد أن 58% من المتابعين رجال متوسط أعمارهم 41 سنة والبقية من النساء. وقد أنشأ المعجبون العديد من المواقع الإلكترونية التي يُناقشون فيها المسلسل والروايات وينظمون فيها فعاليات وقراءة جماعية لسلسلة الروايات، ولكل من أبرزها هذه المواقع: Westeros.org، WinterIsComing.net، ToweroftheHand.com، Podcastoficeandfire.com. بالإضافة إلى العديد من البودكاست التي تناقش المسلسل كذلك.

### نِسَب المشاهدة
مُعدل المشاهدة في الحلقة الأولى من الموسم الأول كان ما يُقارب 2.5 مليون مشاهد ثم ارتفعت هذه النسبة إلى 9.3 مليون مشاهد. ارتفعت هذه النسبة إلى 11.6 مليون مشاهد في الموسم الثاني. أما في الموسم الثالث فكانت أعداد المشاهدة ما متوسطه 14.2 مليون مشاهد مما يجعله ثاني أكثر المسلسلات متُابعة لدى القناة بعد مسلسل آل سوبرانو. الموسم الرابع وصلت أعداد المشاهدة فيه إلى 18.6 مليون مشاهد، مما جعله متفوقاً حتى على آل سوبرانو.
يظهر في الرسم البياني هذا نسب المشاهدة عند العرض الأول للحلقة:
| الموسم | الموسم | رقم الحلقة | رقم الحلقة | رقم الحلقة | رقم الحلقة | رقم الحلقة | رقم الحلقة | رقم الحلقة | رقم الحلقة | رقم الحلقة | رقم الحلقة | المتوسط |
| الموسم | الموسم | 1          | 2          | 3          | 4          | 5          | 6          | 7          | 8          | 9          | 10         | المتوسط |
| ------ | ------ | ---------- | ---------- | ---------- | ---------- | ---------- | ---------- | ---------- | ---------- | ---------- | ---------- | ------- |
|        | 1      | 2.22       | 2.20       | 2.44       | 2.45       | 2.58       | 2.44       | 2.40       | 2.72       | 2.66       | 3.04       | 2.52    |
|        | 2      | 3.86       | 3.76       | 3.77       | 3.65       | 3.90       | 3.88       | 3.69       | 3.86       | 3.38       | 4.20       | 3.80    |
|        | 3      | 4.37       | 4.27       | 4.72       | 4.87       | 5.35       | 5.50       | 4.84       | 5.13       | 5.22       | 5.39       | 4.97    |
|        | 4      | 6.64       | 6.31       | 6.59       | 6.95       | 7.16       | 6.40       | 7.20       | 7.17       | 6.95       | 7.09       | 6.84    |
|        | 5      | 8.00       | 6.81       | 6.71       | 6.82       | 6.56       | 6.24       | 5.40       | 7.01       | 7.14       | 8.11       | 6.88    |
|        | 6      | 7.94       | 7.29       | 7.28       | 7.82       | 7.89       | 6.71       | 7.80       | 7.60       | 7.66       | 8.89       | 7.69    |
|        | 7      | 10.11      | 9.27       | 9.25       | 10.17      | 10.72      | 10.24      | 12.07      | غ/م        | غ/م        | غ/م        | 10.26   |
|        | 8      | 11.76      | 10.29      | 12.02      | 11.80      | 12.48      | 13.61      | غ/م        | غ/م        | غ/م        | غ/م        | 11.99   |

### الجوائز والترشيحات
رُشح الموسم الأول لنيل ثلاثة عشر جائزة من جوائز الإيمي برايم تايم، ونال منها اثنتين. كما حاز بيتر دنكليج على جائزة الإيمي والغولدن غلوب عن أفضل ممثل مُساعد عن أداءه دورَ تيرون لانستر. وبشكل عام فقد ترشح المسلسل للكثير من الجوائز وصلت إلى 233 ترشيحاً -حتى الآن- فاز بـ124 جائزة منها. في عام 2015 سجل صراع العروش رقماً قياسياً بفوزه أكثر عدد من جوائز الإيمي لمسلسل في سنة واحدة، بفوزه 12 من أصل 24 ترشيح بما في ذلك جائزة إيمي لأفضل مسلسل درامي.

## وصلات خارجية
- صراع العروش على موقع IMDb (الإنجليزية)
- صراع العروش على موقع ميتاكريتيك (الإنجليزية)
- صراع العروش على موقع روتن توميتوز (الإنجليزية)
- صراع العروش على موقع أول موفي (الإنجليزية)
- صراع العروش على موقع فيلمافينيتي (الإسبانية)
- صراع العروش على موقع كينوبويسك (الروسية)
- صراع العروش على موقع ألو سيني (الفرنسية)
- صراع العروش على موقع قاعدة بيانات الفيلم (الإنجليزية)
- تقرير شامل عن صراع العروش في موقع سيما